# 鄭俊弘
鄭俊弘（英語： Chun Wan；1983年11月10日—），演員及歌手，現為香港無線電視經理人合約男藝員，2013年於《星夢傳奇》奪冠後，於2014年3月24日發佈其首支單曲《無名氏》，正式出道成為香港歌手。
於2014年度香港樂壇四大頒獎禮獲得新人獎項，包括《新城勁爆頒獎禮2014》「新城勁爆年度新人王」及「新城勁爆新人王（男歌手）」、《2014年度叱咤樂壇流行榜頒獎典禮》「叱咤樂壇生力軍 銅獎」、《第三十七屆十大中文金曲頒獎音樂會》「最有前途新人獎 金獎」以及《2014年度勁歌金曲頒獎典禮》「最受歡迎新人獎金獎」。

## 簡歷
鄭俊弘生於加拿大，2001年畢業於溫哥華的艾瑞克·亨博中學，家中有母親、姊姊和弟弟，自小除了參加合唱團，對結他、音樂劇、戲劇、舞台表演產生興趣，曾經參加學校樂隊及溫哥華城市樂隊。他也愛好武術運動，從六歲起學習蔡李佛拳法，自八歲起已參加武術公開比賽獲得冠軍，初中亦學習武術及西洋拳。每年暑假在南京武術隊受訓，十五歲更在北京考獲武術認可教練執照。作為武術運動員的他，曾於美國佛羅里達州武術大賽同時奪得五項冠軍，於美國西雅圖武術大賽連續六年奪得冠軍及數奪華盛顿州總冠軍，亦曾經奪得加拿大卑詩省冠軍，入選省武術隊，可惜在參加加拿大國家武術隊選拔前一星期時受傷，未能代表加拿大出賽。2015年獲邀請為香港國際七人欖球賽的表演嘉賓，表演通臂拳加南拳。

## 感情生活
早年曾與姜麗文交往。
根據報導當時鄭俊弘有一名剛分手的未婚妻，此事導致鄭俊弘形象受損，後來他暫時停工，回加拿大休養及往美國進修音樂。事後鄭俊弘公開與何雁詩戀情。
2020年，兩人於Instagram宣布準備結婚。兩人婚禮原打算在美國酒莊舉行，惟在疫情影響下而告吹，其後定於同年11月7日在港註冊及宴客。2022年，兩人迎來一子。2024年6月1日，兩人透露兒子患有天使綜合症。

## 晉身娛樂圈

### 2001年：新秀大賽獲三獎入行
2001年，鄭俊弘在高中畢業後赴香港度暑假期間參加了無綫電視（TVB）製作和華星娛樂有限公司舉辦的《全球華人新秀歌唱大賽》，於香港區選拔賽中獲得「現場最具風采獎」、「突破新秀巨星演繹獎」及「網上完美之聲大獎」，並進入最後二強，成功簽約華星唱片。同年10月20日，因華星唱片宣佈停止除版權管理外的所有業務而解約。

### 2002年－2006年：轉型成為演員
2002年，加入無綫電視第18期藝員訓練班入行，成為旗下藝員，轉型當演員。在訓練班實習期中，像其他新藝員一樣由低做起，曾於《帝女花》中扮演屍體，一天內分飾被殺的明兵、清兵及村民。2003年，在《英雄·刀·少年》中首獲分配有姓名的角色，飾演男主角吳卓羲的朋友唐耀宗。2004年，得監製梅小青賞識，在《青出於藍》飾演馮恩東一角。2005年，再拍攝梅小青的劇集《心花放》，飾演郭可盈及廖碧兒的弟弟紀聰明。在劇集《胭脂水粉》中飾演黎姿同母異父的弟弟甯天朗一角。2006年，於《法證先鋒》及《法證先鋒II》飾演蒙嘉慧的弟弟梁小剛一角，為當時鄭俊弘飾演戲份最多的角色。

### 2007年－2012年：事業浮沉
2007年，鄭俊弘因工作量急降而感迷失，遂請假一個月返回加拿大自費進修戲劇。2008年，在《盛世仁傑》中飾演女主角郭羨妮含冤受屈的弟弟曹漢，演出獲監製梁材遠肯定。在梁材遠其後作品《老友狗狗》、《蒲松齡》、《情越雙白線》、《紫禁驚雷》及《初五啟市錄》中，皆獲分配角色。
鄭俊弘受組樂隊的舅父薰陶，熱愛音樂，自小學習鋼琴、低音結他、結他等樂器。6歲參加合唱團並有機會全國巡迴表演，至11歲加入學校樂隊成為低音結他手。至2009年，他與三位朋友組成樂隊HOME，並在樂隊中唱主音及擔任節奏結他手，參與創作歌曲及作詞。在劇集《天與地》中，他擔任酒吧場景無名樂隊的主音歌手及結他手，配合劇情需要即席創作音樂、現場演奏及演唱。其中參與創作部份劇集歌曲，包括第17集中由陳豪自彈自唱的英文歌，另在第一集酒吧場景中，獻唱了樂隊HOME的原創歌曲《天堂》。
2010年，他於《荃加福祿壽》模仿鄭中基演唱《無賴》，獲九成以上現場觀眾投票成功晉級。2011年，簽約成為無綫電視的經理人合約藝員。

### 2013年：參賽雙料奪冠，十年寒窗，一夜成名
2013年，鄭俊弘通過正式面試，自彈結他及演唱試音後，獲邀參加無綫藝員歌唱比賽節目《星夢傳奇》，第一集他以《時代曲》參賽，取得該集最高分數，一鳴驚人，即時引起大眾關注成熱話。第二集，獲評判之一巫啟賢邀請擔任其演唱會嘉賓，7月27日，在該場演唱會上拜巫啟賢為師，成為巫啟賢首位徒弟。鄭俊弘是唯一的參賽者，選擇演唱國語歌、廣東歌和英文歌，並且演奏結他自彈自唱的藝員，而能夠成功進級參與全部十三場比賽，在總決賽前的十一場比賽中，他有八場取得最高分數，觀眾反應極為熱烈，迴響甚佳，節目廣播時被該節目主持稱為「高分王」。
10月13日，在《星夢傳奇》總決賽上取得觀眾161,046票，以67.69%得票率奪得冠軍，同時更榮獲專業評審選出的「專業推介表現大獎」，成為雙料冠軍，一夜成名。
總決賽平均收視24點。比賽之後，鄭俊弘人氣急升，在TVB獲得更多海內外的演出機會。

## 音樂事業發展

### 2014年：歌手出道 首次個人演唱會
《星夢傳奇》比賽完結後， 因《星夢傳奇》獲得觀眾歡迎及支持，無綫電視因此成立附屬唱片公司，2013年11月15日，在無綫屬下的「星夢娛樂」成立典禮上，鄭俊弘正式加盟成為旗下歌手，並為「星夢娛樂」打頭炮成為公司第一個出唱片及第一個舉行個人演唱會的歌手。
鄭俊弘與視后田蕊妮錄製合唱無綫電視劇《舌劍上的公堂》主題曲《兩句》為他首支個人錄製的歌曲。2014年3月24日，首支個人歌曲《無名氏》正式派台。6月14日，在《2014勁歌金曲優秀選第一回》中憑《無名氏》奪得歌曲獎，為其首個樂壇歌曲獎項。他並且憑著第一首歌曲《無名氏》獲得「iTunes 2014年度音樂精選」年度最佳歌曲獎。
7月31日，鄭俊弘第二首派台歌《熊貓 》正式派台，分別奪得香港電台中文歌曲龍虎榜、新城電台新城勁爆本地榜及無綫電視勁歌金榜冠軍，成為其第一首三台冠軍歌曲，在商業電台叱吒903專業推介則榮獲第二位。
8月26日，在《新城國語力頒獎禮2014》中奪得新城國語力香港新人王，為其首個樂壇新人獎項。
2014年9月15日，星夢娛樂為鄭俊弘發行首張個人大碟《熊貓的故事》。星夢娛樂於第二次簽唱會中宣佈《熊貓的故事》銷量達金唱片，鄭俊弘成為2014年唱片銷量最高的新人。《熊貓的故事》奪得2014十大銷量廣東唱片。
鄭俊弘自奪得《星夢傳奇》冠軍以後，立即獲派遠赴意大利 拍攝他首次獨自主持的新旅遊節目《神級手作》意大利篇，並到加拿大電台作現場音樂表演，參與台慶劇集《名門暗戰》演出，挑戰高難度主演亞氏保加症人士一角色及主唱片尾曲《投降吧》。參與劇集《八卦神探》演出及主唱多首不同曲風的劇集主題曲，擔任《勁歌金曲》節目主持。
2014年11月1日，鄭俊弘以樂壇新人的姿態，在首張個人專輯發行不足二個月，成功在九龍灣國際展貿中心舉行首次個人演唱會《鄭俊弘Welcome to My Dreams演唱會2014》，成為「星夢娛樂」第一個歌手個人演唱會。鄭俊弘除了演唱自己專輯裡的歌曲外，還表演結他自彈自唱，亦以樂隊HOME形式表演多首樂隊HOME之原創歌曲。
11月23日，鄭俊弘到馬來西亞為《TVB 馬來西亞星光薈萃頒獎典禮2014》表演，並獲第二個樂壇新人獎「TVB馬來西亞矚目新人王」。鄭俊弘還奪得加拿大至HIT中文歌曲排行榜2014年度總選之全國推崇新男歌手大獎。
12月6日，鄭俊弘出席《新城熱捧新星Show 2014》奪得觀眾投選的「最like現場演繹男新人獎」。12月8日，鄭俊弘在雅虎香港《Yahoo!人氣大獎2014》再獲「樂壇新勢力獎」。
作為新人的鄭俊弘在2014年度香港四大樂壇頒獎禮上共獲八個獎項。在《新城勁爆頒獎禮2014》奪得三個獎項，分別為「新城勁爆新人王」（男歌手），「新城勁爆年度新人王」及「新城勁爆原創歌曲」《熊貓》。 在《2014年度叱吒樂壇流行榜頒獎典禮》上奪得「叱吒樂壇生力軍 銅獎」，在《第37屆十大中文金曲頒獎典禮》奪得「最有前途新人獎 金獎」，在《2014年度勁歌金曲頒獎典禮》上獲頒「勁歌金曲獎」《熊貓》、「最佳原創歌曲獎」《無名氏》及「最受歡迎新人獎 金獎」。此外，鄭俊弘是第一位於《IFPI香港唱片銷量大獎》奪得三個獎項的男新人。

### 2015年至2016年：第二次個人演唱會
在2015年1月23日的一個訪問中，鄭俊弘透露正在美國波士頓伯克利音樂學院（Berklee College of Music）修讀學士學位，成為香港第一位男歌手入讀該校，同校著名校友包括顧嘉煇、伍樂城及王力宏等。
鄭俊弘還有拍攝多個電視廣告，於《TVB最受歡迎電視廣告大獎2015》頒獎典禮上，獲影帝周潤發讚賞，希望繼續將音樂理想、演戲理想發揚光大。
2015年TVB戲劇製作總監曾勵珍指出公司希望鄭俊弘暫時專注唱歌，錄歌出碟，故暫時沒有安排拍劇。
6月10日到英國兩星期參與拍攝前輩鄭裕玲《Do姐去Shopping》，為無綫電視「台慶獻禮」節目於11月播出。為壓軸英國篇3個人氣藝人主持之一，尋找披頭四的音樂足跡和搜尋個人演唱會靈感等等。於第14集，鄭俊弘還獲邀在披頭四首次演出場地The Cavern Club公開表演結他演唱自己歌曲《點火》，成為首位能在Cavern Club台上演唱自己歌曲，並獲邀請於牆壁上簽名留念的香港歌手。
鄭俊弘獲大會選定為《2015年度香港小姐競選》新主題曲《一夜成名》的三位合唱歌手之一，並且獲邀為香港小姐競選的「星級評判」之一，鄭俊弘獲這位國際著名音樂監製給予好評讚賞，評語為：Rock Star, so much charisma；TVB字幕為：搖滾巨星，很有魅力。
2015年7月，主唱無綫電視48週年台慶劇《張保仔》主題曲《揚帆》，奪得Astro給所有馬來西亞觀眾公開於網上投票選出的《我最喜愛TVB劇集歌曲獎》，並且奪得《2015年度勁歌金曲頒獎典禮》金曲獎。
自2014年11月1日首次個人演唱會之後，星夢娛樂於2015年7月13日舉行記者會正式宣佈出道不足兩年的鄭俊弘的第二次個人演唱會《ECCO呈獻：鄭俊弘 THE RED CONCERT 2015 紅色演唱會》 ，並在2015年9月5日於九龍灣國際展貿中心舉行。

2016年3月至5月，鄭俊弘與視帝羅嘉良合作拍攝無綫電視劇《與諜同謀》，擔任第二男主角。該劇於2017年3月6日於翡翠台首播。鄭俊弘於劇中飾演潘少杰（Ringo）。

### 2017年至今：平穩時期
2017年，鄭俊弘和何雁詩公開戀情並推出合唱歌曲——《我瞞結婚了》的主題曲《真心真意》。雖然戀情一直備受外界批評，但星夢娛樂沒有放棄他，仍給予他錄製歌曲的機會。同年推出七首歌曲，例如《風沙》、《起跑線》、《迷》的同名主題曲、《與諜同謀》片尾曲《地盡頭》、《超時空男臣》主題曲《戰勝吧》。
2018年，鄭俊弘推出個人專輯《星光》，收錄共九首歌曲，包括《一個人的永恆》、《特技人》主題曲《信念》、《逆緣》主題曲《逆天》及《跳躍生命線》主題曲《無畏的肩膀》。
2019年，鄭俊弘推出兩首歌曲：《鐵探》主題曲《鐵石心腸》及《白色強人》主題曲《選擇善良》。
2020年，鄭俊弘推出七首歌曲，包括《黃金有罪》主題曲《快閃》、《法證先鋒IV》插曲《不要流淚》、《十八年後的終極告白》主題曲《告白》、《機場特警》主題曲《血淚的磨練》、《迷網》主題曲《你是誰》、歌曲《絕地火星車》、《木棘証人》主題曲《謎團》。
2021年2月18日，鄭俊弘宣布於去年底已與星夢娛樂約滿。
2022年回歸星夢娛樂。

## 演出作品

### 電視劇（無綫電視）
| 首播   | 劇名                  | 角色                                  | 備註                                 |
| 2002年 | 皆大歡喜 (古裝電視劇) | 衙差 侍衛 太監 轎伕 全真七章子 南瓜兵 | 第218、234、256-257、298、315、319集 |
| 2003年 | 九五至尊              | 陳列室參觀者                          |                                      |
| 2003年 | 衛斯理                | 大學生                                |                                      |
| 2003年 | 花樣中年              | 酒店前台職員                          |                                      |
| 2003年 | 金牌冰人              | 湯手下                                |                                      |
| 2003年 | 美麗在望              | 工作人員                              |                                      |
| 2003年 | 英雄·刀·少年          | 唐耀宗                                |                                      |
| 2003年 | 黑夜彩虹              | 宣傳片主角                            |                                      |
| 2003年 | 皆大歡喜 (時裝電視劇) | 勳 學生 送貨員 豪                     | 第38、53、60、79集                   |
| 2003年 | 戇夫成龍              | 包慶豐（青年）                        |                                      |
| 2003年 | 衝上雲霄              | 見習機師                              | 第40集                               |
| 2003年 | 戀愛自由式            | 西餐廳侍應                            |                                      |
| 2003年 | 西關大少              | 賓客、搬運職員                        |                                      |
| 2003年 | 智勇新警界            | 飛虎隊員                              |                                      |
| 2004年 | 皆大歡喜 (時裝電視劇) | 攝影師 學生仔 兒子 路人               | 第177、184、339、383集               |
| 2004年 | 爭分奪秒              | 食肆侍應                              |                                      |
| 2004年 | 西廂奇緣              |                                       |                                      |
| 2004年 | 赤沙印記@四葉草.2     |                                       |                                      |
| 2004年 | 翻新大少              |                                       |                                      |
| 2004年 | 血薦軒轅              | 將軍                                  |                                      |
| 2004年 | 無名天使3D            | 記者                                  |                                      |
| 2004年 | 青出於藍              | 馮恩東                                |                                      |
| 2004年 | 天涯俠醫              | 朋黨                                  |                                      |
| 2004年 | 楚漢驕雄              | 何隨從                                | 第17、18集                           |
| 2005年 | 甜孫爺爺              | 導演助手                              |                                      |
| 2005年 | 心花放                | 紀聰明                                |                                      |
| 2005年 | 學警雄心              | 鹹蛋                                  |                                      |
| 2005年 | 秀才遇著兵            | 紹泉                                  |                                      |
| 2005年 | 本草藥王              |                                       |                                      |
| 2005年 | 窈窕熟女              |                                       |                                      |
| 2005年 | 阿旺新傳              | 安琪朋友                              |                                      |
| 2005年 | 胭脂水粉              | 寧天朗                                |                                      |
| 2005年 | 識法代言人            | 鍾嘉明                                |                                      |
| 2005年 | 蓋世孖寶              | 盜墓者乙                              |                                      |
| 2005年 | 鳳舞香羅              |                                       |                                      |
| 2006年 | 法證先鋒              | 梁小剛（Fred）                        |                                      |
| 2006年 | 高朋滿座              | 速遞員                                |                                      |
| 2007年 | 突圍行動              | 男看護                                |                                      |
| 2007年 | 十兄弟                | 攝影師                                |                                      |
| 2007年 | 學警出更              | 趙大磊                                |                                      |
| 2007年 | 緣來自有機            | 爽（Danny）                           |                                      |
| 2007年 | 爸爸閉翳              | 羅天富                                |                                      |
| 2007年 | 通天幹探              | CID                                   |                                      |
| 2007年 | 建築有情天            | Alan                                  |                                      |
| 2007年 | 律政新人王II          | 法醫                                  |                                      |
| 2008年 | 法證先鋒II            | 梁小剛（Fred）                        |                                      |
| 2008年 | 東山飄雨西關晴        | 關浩長同黨                            |                                      |
| 2008年 | Click入黃金屋         | 袁家曦                                |                                      |
| 2008年 | 太極                  | 小光                                  |                                      |
| 2009年 | 畢打自己人            | 楊大為（David）                       | 單元角色（第126-127集）              |
| 2009年 | ID精英                | 應藍天（Gary）                        |                                      |
| 2009年 | 盛世仁傑              | 曹漢                                  | 客串第4、5集                         |
| 2009年 | 學警狙擊              | 趙大磊                                |                                      |
| 2009年 | 老友狗狗              | 郭榮（苦榮）                          |                                      |
| 2010年 | 戀愛星求人            | 麥超俊（Samuel）                      |                                      |
| 2010年 | 情越雙白線            | 張曉明（Alex）                        |                                      |
| 2010年 | 蒲松齡                | 宋全                                  |                                      |
| 2010年 | 談情說案              | 許駿邦                                | 單元角色（第16、17集）               |
| 2010年 | 公主嫁到              | 榮安                                  |                                      |
| 2010年 | 天天天晴              | 進仔                                  |                                      |
| 2011年 | 洪武三十二            | 劉忠良                                |                                      |
| 2011年 | 點解阿Sir係阿Sir      | 張孝明                                | 單元角色（第9、11集）                |
| 2011年 | 法證先鋒III           | 神秘角色                              |                                      |
| 2011年 | Only You 只有您       | 香偉豪                                | 單元角色（第20、21集）               |
| 2011年 | 女拳                  | 馬森（鹹菜森）                        |                                      |
| 2011年 | 拳王                  | 廖發                                  |                                      |
| 2011年 | 紫禁驚雷              | 布奇諾‧恩澤                           |                                      |
| 2011年 | 九江十二坊            | 信                                    |                                      |
| 2011年 | 結·分@謊情式          | 結他手                                | 第75集                               |
| 2011年 | 天與地                | 結他手兼主音                          | 客串及即場創作音樂                   |
| 2012年 | 拳王                  | 廖發                                  |                                      |
| 2012年 | 回到三國              | 土著首領（第20集）                    |                                      |
| 2012年 | 大太監                | 利永寧                                |                                      |
| 2013年 | 幸福摩天輪            | 楊學禮（Sam）                         |                                      |
| 2013年 | 初五啟市錄            | 郭子謙                                |                                      |
| 2013年 | 金枝慾孽貳            | 梁公子                                |                                      |
| 2013年 | 師父·明白了           | 西朝                                  |                                      |
| 2013年 | 衝上雲霄II            | 邱天慶（Water）                       |                                      |
| 2013年 | 舌劍上的公堂          | 蔡多華                                |                                      |
| 2014年 | 叛逃                  | 李錦（Eric）                          |                                      |
| 2014年 | 愛我請留言            | 歌手                                  |                                      |
| 2014年 | 老表，你好hea！       | 鄭俊弘                                | 客串第11-12集                        |
| 2014年 | 名門暗戰              | 高興                                  |                                      |
| 2014年 | 八卦神探              | 車季君（車仔）                        |                                      |
| 2017年 | 與諜同謀              | 潘少杰（Ringo）/ 卓宇軒                 | 第二男主角                           |
| 2020年 | 法證先鋒IV            | 湛霆                                  |                                      |
| 2021年 | 陀槍師姐2021          | 程百強（Danny）                       |                                      |
| 2021年 | 欺詐劇團              | 葉立德                                |                                      |
| 2022年 | 凶宅清潔師（J2首播）  | 洪逸曦                                | 第三男主角                           |
| 2022年 | 法證先鋒V             | 湛霆                                  |                                      |
| 2022年 | 輕·功                 | 元植                                  |                                      |
| 2024年 | 再見·枕邊人           | 凌振聲（Alex）                        |                                      |
| 2024年 | 逆天奇案2             | 馬家強                                |                                      |
| 2024年 | 廉政行動2024          | 羅賓                                  |                                      |

### 節目巡禮
| 巡禮年份 | 劇名 | 備註               |
| 2014年   | 天眼 | 正式拍攝時沒有參演 |

### 廣播劇
| 年份                 | 頻道                       | 廣播劇                                            | 聲演角色 |
| 2014年6月3日至7月8日 | 香港電台第二台Gimme 5      | 《留下士多》                                      | Mike     |
| 2014年9月25日        | 香港電台第二台瘋SHOW快活人 | 《職業安全廣播劇》 (單元劇 / 主題 : 安全使用梯具) | 俊弘     |
| 2015年12月31日       | 香港電台第二台瘋SHOW快活人 | 《職業安全廣播劇》 (單元劇 / 主題 : 建造業安全)   | Fred     |
| 2016年9月21至11月2日 | 香港電台第二台Gimme 5      | 《穿透孤「毒」的曙光》                            | 子健     |
| 2018年2月25日        | 香港電台第二台瘋SHOW快活人 | 《職業安全廣播劇》 (單元劇 / 主題 : 地盤施工安全) | Fred     |
| 2018年9月6日         | 香港電台第二台瘋SHOW快活人 | 《職業安全廣播劇》 (單元劇 / 主題 : 廚房安全)     | Fred     |

### 音樂視訊片（TVB版）
| 年份   | 歌曲                    | 原唱歌手                                  |
| 2002年 | 《I Believe》           | 葉文輝                                    |
| 2003年 | 《落錯車》              | 鄭秀文                                    |
| 2003年 | 《跟往事乾杯》          | 王傑                                      |
| 2003年 | 《轉》                  | 傅珮嘉                                    |
| 2004年 | 《遊客》                | 董敏莉                                    |
| 2004年 | 《512愛你》             | 吳日言                                    |
| 2008年 | 《時候尚早》            | 藍奕邦                                    |
| 2010年 | 《Show Time》           | Benji & Lesley                            |
| 2010年 | 《寧願得不到你》        | Benji & Lesley                            |
| 2014年 | 《We Are the Only One》 | TVB群星 (TVB"2014 FIFA巴西世界盃"主題曲)  |
| 2016年 | 《財神到》              | 星夢群星 Featuring 羅蘭、胡楓、Joe Junior |
| 2016年 | 《乘風》                | TVB群星 (TVB"2016 Amazing Summer"主題曲)  |

## 音樂作品

### 派台歌曲成績
| 派台歌曲成績（四台） | 派台歌曲成績（四台）       | 派台歌曲成績（四台） | 派台歌曲成績（四台） | 派台歌曲成績（四台） | 派台歌曲成績（四台） | 派台歌曲成績（四台）                                                                       | 派台歌曲成績（四台）                                                                       |
| -------------------- | -------------------------- | -------------------- | -------------------- | -------------------- | -------------------- | ------------------------------------------------------------------------------------------ | ------------------------------------------------------------------------------------------ |
| 唱片                 | 歌曲                       | 903                  | RTHK                 | 997                  | TVB                  | 備註                                                                                       | 備註                                                                                       |
| 2014年               |                            |                      |                      |                      |                      |                                                                                            |                                                                                            |
|                      | 朋友啊朋友（Live Version） | -                    | -                    | -                    | -                    | 與巫啟賢合唱 新城國語力：1                                                                 | 與巫啟賢合唱 新城國語力：1                                                                 |
| 熊貓的故事           | 無名氏                     | 10                   | 3                    | 2                    | 1                    | 首支個人作品 首支冠軍歌 新城「勁爆兒歌榜」：1                                              | 首支個人作品 首支冠軍歌 新城「勁爆兒歌榜」：1                                              |
|                      | We Are The Only One        | ×                    | ×                    | ×                    | 1                    | 《2014 FIFA巴西世界盃》TVB主題曲 與TVB群星合唱                                             | 《2014 FIFA巴西世界盃》TVB主題曲 與TVB群星合唱                                             |
| 熊貓的故事           | 熊貓                       | 2                    | 1                    | 1                    | 1                    | 首支三台冠軍歌                                                                             | 首支三台冠軍歌                                                                             |
| 熊貓的故事           | 點火                       | -                    | 8                    | -                    | 5                    | 另派Live Version版本                                                                       | 另派Live Version版本                                                                       |
| 熊貓的故事           | 投降吧                     | -                    | 3                    | 4                    | 1                    | 無綫電視劇《名門暗戰》片尾曲                                                               | 無綫電視劇《名門暗戰》片尾曲                                                               |
| 2015年               |                            |                      |                      |                      |                      |                                                                                            |                                                                                            |
| 當狗愛上貓           | 忘了嗎                     | -                    | 17                   | 3                    | 1                    |                                                                                            |                                                                                            |
| 當狗愛上貓           | 愛同行                     | -                    | 3                    | 1                    | 1                    | 無綫電視劇《愛·回家》主題曲                                                                | 無綫電視劇《愛·回家》主題曲                                                                |
| 當狗愛上貓           | 揚帆                       | -                    | -                    | -                    | -                    | 無綫電視劇《張保仔》主題曲                                                                 | 無綫電視劇《張保仔》主題曲                                                                 |
|                      | 一夜成名                   | ×                    | ×                    | ×                    | 1                    | 《2015香港小姐競選》主題曲 與許廷鏗、胡鴻鈞合唱                                            | 《2015香港小姐競選》主題曲 與許廷鏗、胡鴻鈞合唱                                            |
| 當狗愛上貓           | 當狗愛上貓                 | -                    | 3                    | 1                    | 1                    | DBC華語歌曲流行指數：7                                                                     | DBC華語歌曲流行指數：7                                                                     |
| 2016年               |                            |                      |                      |                      |                      |                                                                                            |                                                                                            |
| 當狗愛上貓           | 炮火                       | 13                   | 1                    | 1                    | (1)                  | 三台冠軍歌 DBC華語歌曲流行指數：1                                                          | 三台冠軍歌 DBC華語歌曲流行指數：1                                                          |
|                      | 財神到                     | -                    | -                    | -                    | 2                    | 與星夢群星合唱 Featuring 羅蘭、胡楓、Joe Junior                                            | 與星夢群星合唱 Featuring 羅蘭、胡楓、Joe Junior                                            |
| 當狗愛上貓           | 驚                         | -                    | -                    | 6                    | 6                    |                                                                                            |                                                                                            |
|                      | 火線下                     | ×                    | ×                    | ×                    | 1                    | 無綫電視劇《火線下的江湖大佬》主題曲 DBC華語歌曲流行指數：17                               | 無綫電視劇《火線下的江湖大佬》主題曲 DBC華語歌曲流行指數：17                               |
|                      | 乘風                       | ×                    | ×                    | ×                    | 2                    | 《TVB Amazing Summer 2016》主題曲 與TVB群星合唱                                            | 《TVB Amazing Summer 2016》主題曲 與TVB群星合唱                                            |
| 星光                 | 一個人的永恆               | -                    | 1                    | 1                    | 1                    | 三台冠軍歌                                                                                 | 三台冠軍歌                                                                                 |
| 2017年               |                            |                      |                      |                      |                      |                                                                                            |                                                                                            |
|                      | 風沙                       | -                    | 1                    | 1                    | 1                    | 三台冠軍歌                                                                                 | 三台冠軍歌                                                                                 |
| My TV Love Songs     | 真心真意                   | -                    | -                    | -                    | 2                    | 與何雁詩合唱 無綫電視劇《我瞞結婚了》主題曲 hmv PLAY 本週新歌排行榜：2                     | 與何雁詩合唱 無綫電視劇《我瞞結婚了》主題曲 hmv PLAY 本週新歌排行榜：2                     |
| My TV Love Songs     | 地盡頭                     | -                    | -                    | -                    | 1                    | 無綫電視劇《與諜同謀》片尾曲 hmv PLAY 本週新歌排行榜：8                                    | 無綫電視劇《與諜同謀》片尾曲 hmv PLAY 本週新歌排行榜：8                                    |
|                      | 戰勝吧                     | ×                    | ×                    | ×                    | 1                    | 無綫電視劇《超時空男臣》主題曲                                                             | 無綫電視劇《超時空男臣》主題曲                                                             |
| 星光                 | 起跑線                     | -                    | 3                    | 2                    | 1                    | 加拿大至 HIT 中文歌曲排行榜：17 馬來西亞 精彩聲勢排行榜：5                                 | 加拿大至 HIT 中文歌曲排行榜：17 馬來西亞 精彩聲勢排行榜：5                                 |
| 2018年               |                            |                      |                      |                      |                      |                                                                                            |                                                                                            |
| 星光                 | 逆天                       | -                    | -                    | -                    | 1                    | 無綫電視劇《逆緣》主題曲                                                                   | 無綫電視劇《逆緣》主題曲                                                                   |
| 星光                 | 星光                       | -                    | 3                    | 2                    | 1                    |                                                                                            |                                                                                            |
| 星光                 | 無畏的肩膊                 | ×                    | ×                    | ×                    | -                    | 無綫電視劇《跳躍生命線》主題曲                                                             | 無綫電視劇《跳躍生命線》主題曲                                                             |
| 2019年               |                            |                      |                      |                      |                      |                                                                                            |                                                                                            |
|                      | 鐵石心腸                   | -                    | -                    | -                    | 1                    | 無綫電視劇《鐵探》主題曲                                                                   | 無綫電視劇《鐵探》主題曲                                                                   |
|                      | 選擇善良                   | -                    | 9                    | 2                    | 1                    | 無綫電視劇《白色強人》主題曲 馬來西亞 988精彩聲勢排行榜 第31期：1 粵語歌曲排行榜 第35期：1 | 無綫電視劇《白色強人》主題曲 馬來西亞 988精彩聲勢排行榜 第31期：1 粵語歌曲排行榜 第35期：1 |
| 派台歌曲成績（五台） |                            |                      |                      |                      |                      |                                                                                            |                                                                                            |
| 唱片                 | 歌曲                       | 903                  | RTHK                 | 997                  | TVB                  | ViuTV                                                                                      | 備註                                                                                       |
| 2020年               |                            |                      |                      |                      |                      |                                                                                            |                                                                                            |
|                      | 不要流淚                   | -                    | 10                   | 5                    | 1                    | ×                                                                                          | 無綫電視劇《法證先鋒IV》插曲                                                               |
|                      | 血淚的磨練                 | -                    | -                    | 5                    | 1                    | ×                                                                                          | 無綫電視劇《機場特警》主題曲                                                               |
|                      | 告白                       | -                    | -                    | -                    | 4                    | ×                                                                                          | 無綫電視劇《十八年後的終極告白》主題曲                                                     |
|                      | 你是誰                     | ×                    | ×                    | ×                    | 1                    | ×                                                                                          | 無綫電視劇《迷網》主題曲                                                                   |
|                      | 謎團                       | ×                    | ×                    | ×                    | 4                    | ×                                                                                          | 無綫電視劇《木棘証人》主題曲                                                               |
|                      | 絕地火星車                 | -                    | 12                   | 10                   | -                    | ×                                                                                          |                                                                                            |
| 2022年               |                            |                      |                      |                      |                      |                                                                                            |                                                                                            |
|                      | 能者                       | ×                    | ×                    | ×                    | -                    | ×                                                                                          | 無綫電視劇《超能使者》主題曲                                                               |
| 2023年               |                            |                      |                      |                      |                      |                                                                                            |                                                                                            |
|                      | 左搖右擺                   | -                    | -                    | -                    | 18                   | ×                                                                                          |                                                                                            |
| 2024年               |                            |                      |                      |                      |                      |                                                                                            |                                                                                            |
|                      | 爛好人                     | -                    | ×                    | 9                    | 1                    | ×                                                                                          | 加拿大至 HIT 中文歌曲排行榜：16                                                            |

| 各台冠軍歌總數 | 各台冠軍歌總數 | 各台冠軍歌總數 | 各台冠軍歌總數 | 各台冠軍歌總數 | 各台冠軍歌總數                      | 各台冠軍歌總數                      |
| -------------- | -------------- | -------------- | -------------- | -------------- | ----------------------------------- | ----------------------------------- |
| 四台a          | 903            | RTHK           | 997            | TVB            | 備註                                | 備註                                |
| 四台a          | 0              | 4              | 6              | 23             | 三台冠軍歌總數: 4 四台冠軍歌總數: 0 | 三台冠軍歌總數: 4 四台冠軍歌總數: 0 |
| 五台b          | 903            | RTHK           | 997            | TVB            | ViuTV                               | 備註                                |
| 五台b          | 0              | 0              | 0              | 4              | 0                                   | 五台冠軍歌總數: 0                   |

- （*）上榜中
- （-）未能上榜
- （×）沒有派往該台
- （(1)）兩週冠軍
- ^  注解a：包括2020年後的冠軍歌曲
- ^  注解b：2020年起

### 香港四台頒獎禮
是『 鄭俊弘 』分別在四大媒體上取得的金曲成績。
即是香港『勁歌金曲頒獎典禮』、『十大中文金曲頒獎典禮』、『商業電台叱吒樂壇流行榜頒獎典禮』及『新城電台新城勁爆頒獎禮』，所總結的金曲歸納出來。
|      | 叱咤樂壇流行榜頒獎典禮 （903） | 十大中文金曲 （RTHK） | 新城勁爆頒獎禮 （997） | 勁歌金曲頒獎典禮 （TVB） |
| ---- | ------------------------------ | --------------------- | ---------------------- | ------------------------ |
| 2014 |                                |                       |                        | 熊貓                     |
| 2015 |                                |                       | 愛同行                 | 投降吧 揚帆              |
| 2016 |                                |                       | 一個人的永恆           | 一個人的永恆             |
| 2017 |                                |                       |                        | 戰勝吧                   |
| 2018 |                                |                       |                        | 無畏的肩膊               |
| 2019 |                                |                       |                        | 選擇善良                 |
| 2020 |                                |                       |                        | 血淚的磨練               |

### 個人專輯
| 專輯 # | 專輯名稱             | 專輯類型 | 發行公司 | 發行日期      | 曲目 |
| ------ | -------------------- | -------- | -------- | ------------- | --- |
| 1st    | 熊貓的故事           | 大碟     | 星夢娛樂 | 2014年9月15日 | 曲目 CD 1. 考驗 2. 歸途 3. 點火 4. 熊貓 5. 投降吧 6. 我就是我 7. 地方 8. 無名氏 9. 前程錦鏽 |
| 2nd    | 當狗愛上貓           | 大碟     | 星夢娛樂 | 2016年2月2日  | 曲目 CD 1. 當狗愛上貓 2. 揚帆 3. 忘了嗎 4. 炮火 5. 愛同行 6. 白天的夜晚 7. 創傷後遺症 8. 驚 9. 熊貓(國)                                                                                           |
| 2nd    | 當狗愛上貓（第二版） | 大碟     | 星夢娛樂 | 2016年3月3日  | 曲目 CD 1. 當狗愛上貓 2. 揚帆 3. 忘了嗎 4. 炮火 5. 愛同行 6. 白天的夜晚 7. 創傷後遺症 8. 驚 9. 熊貓(國) DVD 1. 炮火 2. 當狗愛上貓 3. 投降吧 4. 揚帆 5. 熊貓 6. 愛同行 7. 忘了嗎 8. 點火 9. 無名氏 |
| 3rd    | 星光                 | 大碟     | 星夢娛樂 | 2018年9月12日 | 曲目 CD 1. 星光 2. 信念 3. 一個人的永恆 4. 逆天 5. 地盡頭 6. 無畏的肩膊 7. 起跑線 8. 雲彩 9. 你走的那個晚上                                                                                       |

### 演唱會/音樂會專輯
| 專輯 # | 專輯名稱                       | 專輯類型   | 發行公司 | 發行日期     | 曲目 |
| ------ | ------------------------------ | ---------- | -------- | ------------ | --- |
| 1st    | The Red Box Live Greatest Hits | 演唱會大碟 | 星夢娛樂 | 2016年7月7日 | 曲目 DVD1/CD1 Welcome To My Dreams Concert 1. 點火 2. 考驗 3. 歸途 4. 投降吧 5. 再見理想 6. 無名氏 7. 時代曲 8. 我應該 9. 地方 10. 追 11. 熊貓 12. Wonderful Tonight 13. 前程錦繡 DVD2/CD2 The Red Concert 1. 個個讚你乖 2. 歲月無聲 3. 逝去日子 4. 我就是我 5. 拒絕再玩 6. 躍動的心 7. 垃圾 8. 滴汗 9. 活著viva 10. 當狗愛上貓 11. 無心傷害 12. 愛同行 13. 忘了嗎 14. 熊貓 |

### 個人音樂視訊片
2014年
- 《無名氏》
- 《熊貓》
- 《躍動的心》 (J2翡翠二台台歌)
- 《點火》

2015年
- 《投降吧》
- 《忘了嗎》
- 《愛同行》
- 《當狗愛上貓》
- 《揚帆》

2016年
- 《炮火》
- 《驚》
- 《一個人的永恆》

2017年
- 《風沙》
- 《真心真意》(與何雁詩合唱)
- 《地盡頭》
- 《起跑線》

2018年
- 《逆天》
- 《星光》
- 《信念》
- 《無畏的肩膊》

2019年
- 《鐵石心腸》
- 《選擇善良》

2020年
- 《快閃》
- 《不要流淚》
- 《血淚的磨練》
- 《告白》
- 《你是誰》
- 《謎團》
- 《絕地火星車》

### 電視劇歌曲
| 年份   | 歌曲名稱       | 電視劇               | 性質   | 備註         | 首次收錄專輯         |
| 2013年 | 兩句           | 舌劍上的公堂         | 主題曲 | 與田蕊妮合唱 |                      |
| 2014年 | 考驗           | 點金勝手             | 主題曲 |              | 《熊貓的故事》       |
| 2014年 | 歸途           | 寒山潛龍             | 主題曲 |              | 《熊貓的故事》       |
| 2014年 | 投降吧         | 名門暗戰             | 片尾曲 |              | 《熊貓的故事》       |
| 2014年 | 地方           | 名門暗戰             | 插曲   |              | 《熊貓的故事》       |
| 2014年 | 造反           | 八卦神探             | 主題曲 |              |                      |
| 2015年 | 愛同行         | 愛·回家 (第二輯)     | 主題曲 |              | 《當狗愛上貓》       |
| 2015年 | 揚帆           | 張保仔               | 主題曲 |              | 《當狗愛上貓》       |
| 2016年 | 火線下         | 火線下的江湖大佬     | 主題曲 |              |                      |
| 2017年 | 迷             | 迷                   | 片尾曲 |              |                      |
| 2017年 | 地盡頭         | 與諜同謀             | 片尾曲 |              | 《My TV Love Songs》 |
| 2017年 | 真心真意       | 我瞞結婚了           | 主題曲 | 與何雁詩合唱 | 《My TV Love Songs》 |
| 2017年 | 你走的那個晚上 | 心理追兇 Mind Hunter | 片尾曲 |              | 《星光》             |
| 2017年 | 十倍奉還       | 賭城群英會           | 主題曲 |              |                      |
| 2017年 | 戰勝吧         | 超時空男臣           | 主題曲 |              |                      |
| 2018年 | 逆天           | 逆緣                 | 主題曲 |              | 《星光》             |
| 2018年 | 信念           | 特技人               | 主題曲 |              | 《星光》             |
| 2018年 | 無畏的肩膊     | 跳躍生命線           | 主題曲 |              | 《星光》             |
| 2019年 | 鐵石心腸       | 鐵探                 | 主題曲 |              |                      |
| 2019年 | 選擇善良       | 白色強人             | 主題曲 |              |                      |
| 2020年 | 快閃           | 黃金有罪             | 主題曲 |              |                      |
| 2020年 | 不要流淚       | 法證先鋒IV           | 插曲   |              |                      |
| 2020年 | 血淚的磨練     | 機場特警             | 主題曲 |              |                      |
| 2020年 | 告白           | 十八年後的終極告白   | 主題曲 |              |                      |
| 2020年 | 你是誰         | 迷網                 | 主題曲 |              |                      |
| 2020年 | 謎團           | 木棘証人             | 主題曲 |              |                      |
| 2021年 | 逆著風         | 大步走               | 主題曲 |              |                      |
| 2021年 | 對與錯         | 伙記辦大事           | 主題曲 |              |                      |
| 2021年 | 殊途永遠       | 換命真相             |        |              |                      |

### 其他歌曲
- 2013年: 無綫電視46週年萬千星輝賀台慶主題曲（页面存档备份，存于）
- 2014年: 《朋友啊朋友》（页面存档备份，存于）(與巫啟賢合唱)
- 2014年: 無綫FIFA巴西世界盃主題曲 《We Are the Only One》（页面存档备份，存于） (群星合唱)TVB冠軍歌
- 2014年: J2翡翠二台台歌 《躍動的心》（页面存档备份，存于）
- 2015年: 翻唱《往事隨風》(親自以即興電結他伴奏) （页面存档备份，存于）
- 2015年: 2015香港小姐主題曲《一夜成名》（页面存档备份，存于）
- 2016年:《當狗愛上貓》（國語版）
- 2016年: 賀年歌《財神到》 (星夢群星合唱、Featuring 羅蘭, 胡楓, Joe Junior)
- 2016年: TVB Amazing Summer主題曲 《乘風》 (群星合唱) TVB【勁歌金榜】亞軍歌
- 2020年:「TVB疫境同行」抗疫打氣歌曲《疫境同行》（页面存档备份，存于） (星夢群星合唱)
- 2022年:《一起向未來》（與群星合唱）

## 唱片銷量榜
| 唱片銷量榜                         | 唱片銷量榜 | 唱片銷量榜   | 唱片銷量榜 | 唱片銷量榜   | 唱片銷量榜 | 唱片銷量榜 | 唱片銷量榜                                           |
| ---------------------------------- | ---------- | ------------ | ---------- | ------------ | ---------- | ---------- | ---------------------------------------------------- |
| 大碟                               | 發售日期   | 香港唱片商會 | HMV        | CD WAREHOUSE | HK RECORDS | SKY MUSIC  | 備註                                                 |
| 《熊貓的故事》                     | 2014.09.15 | 1            | 1          | 1            | 1          | 1          | 獲得「金唱片」銷量的佳績, 2014 IFPI 十大銷量廣東唱片 |
| 《當狗愛上貓》                     | 2016.02.02 | 1            | 1          | 1            | 1          | 1          | 2016 IFPI 十大銷量廣東唱片                           |
| 《The Red Box Live Greatest Hits》 | 2016.07.07 | 2            | 1          |              | 1          | 1          | 2016 IFPI 最暢銷本地現場錄製音像出品                 |
| 《星光》                           | 2018.09.12 | 3            | 1          | 1            | -          | 1          |                                                      |

（*）表示仍在榜上

以上排名以最高的名次顯示

## 演唱會

### 個人演唱會
| 2014年11月1日  | 惠康呈獻：鄭俊弘Welcome to My Dreams演唱會2014                                                     | 九龍灣國際展貿中心                                       | 1 | 首個個人售票演唱會     |
| 2015年9月5日   | ECCO 呈獻：鄭俊弘 THE RED CONCERT 2015 紅色演唱會                                                  | 九龍灣國際展貿中心                                       | 1 |                        |
| 2018年3月12日  | 溫哥華河石亞洲娛樂 主辦 : Fred Cheng in Concert 2018 鄭俊弘愛回加演唱會                            | 加拿大溫哥華河石大劇院 River Rock Show Theatre           | 1 | 首個海外個人售票演唱會 |
| 2018年3月18日  | Jam Promotions & Topline Entertainment Ltd 主辦 : Fred Cheng Live in New York 鄭俊弘紐約情緣演唱會 | 美國紐約皇都娛樂大賭場 Empire City Casino 4/F Grandstand | 1 | 海外個人售票演唱會     |
| 2018年12月22日 | 鄭俊弘 + 何雁詩演唱會·洛杉磯站                                                                     | FANTASY SPRINGS RESORT CASINO                            | 1 | 海外雙人售票演唱會     |
| 2019年5月22日  | 海上雲頂舞台·同一「聲」空下 鄭俊弘音樂會                                                           | 麗星郵輪·雙魚星號                                        | 1 |                        |
| 2020年10月10日 | MUSIC LIVE WITH FREDERICK CHENG （页面存档备份，存于）                                             | 網上音樂會                                               | 1 |                        |

### 演唱會及音樂會嘉賓
| 2013年7月27日     | 巫啟賢《那些年 我們一起唱情歌》香港演唱會2013                                               | 香港會議展覽中心                     | 在演唱會上拜巫啟賢為師                 |
| 2013年8月17日     | 澳門英皇娛樂酒店 The Windsor 鄭俊弘迷你演唱會                                               | 英皇娛樂酒店                         | 為第一次公開售票的迷你演唱會           |
| 2014年1月23日     | 李璧琦 管弦樂團版,《Sing夢成真》音樂會                                                      | 香港浸會大學大學會堂                 | 表演英語名曲                           |
| 2014年2月21日     | AXA安盛新城We Are The Champions音樂會                                                       | 香港會議展覽中心                     |                                        |
| 2014年3月2日      | VTC交響樂團及合唱團《拉丁迷情》音樂會                                                       | 香港大會堂音樂廳                     | 表演西班牙語及英語經典名曲             |
| 2014年4月3日      | Back to Innocent重回巫啟賢演唱會                                                            | 香港演藝學院賽馬會演藝劇院           | 現場錄音《朋友啊朋友》合唱版本         |
| 2014年8月27日     | 新城 23 聲光綻放音樂會                                                                      | 香港會議展覽中心                     |                                        |
| 2014年11月21日    | AXA安盛新城We Are The Champions音樂會 Part 2                                                | 香港會議展覽中心                     |                                        |
| 2014年12月6日     | 新城熱捧新星SHOW                                                                            | 九龍灣國際展貿中心                   | 榮獲即場票選「最like現場演繹男新人」獎 |
| 2015年2月12日     | 新城 All 4 Love 誘情音樂會                                                                  | 香港會議展覽中心                     | 梁漢文, 許廷鏗, 鄭俊弘, 胡鴻鈞         |
| 2015年5月8/9/19日 | 顧嘉煇榮休盛典演唱會                                                                        | 香港體育館                           |                                        |
| 2015年5月30日     | 太極 The Mega Hit 30週年演唱會2015                                                          | 香港體育館                           | 以樂隊HOME形式表演                     |
| 2015年7月19日     | 《群星閃爍慈善夜》演唱會 Fairchild All Star Charity Gala                                    | 溫哥華會議中心                       | 慈善籌款演唱晚會                       |
| 2016年7月22/23日  | 歌詞大師盧國沾作品演唱會                                                                    | 香港體育館                           |                                        |
| 2016年8月7日      | 新城 25 聲光綻放音樂會                                                                      | 香港會議展覽中心                     |                                        |
| 2016年10月21日    | 星島日報(卑詩版)33周年報慶慈善晚宴 暨 傑出青年領袖頒獎典禮                                  | The Westin Bayshore Hotel, Vancouver | 特別表演嘉賓 : 鄭俊弘                  |
| 2018年3月10日     | 中僑基金會 SUCCESS Foundation 《中僑星輝夜 40th Anniversary Bridge to S.U.C.C.E.S.S. Gala》 | The Westin Bayshore Hotel, Vancouver | 特別表演嘉賓 : 鄭俊弘                  |

## 節目

### 綜藝、資訊節目（無綫電視）
| 播出日期 | 名稱 |
| 2001年8月11日 | 2001全球華人新秀歌唱大賽（香港區選拔賽） |
| 2001年10月13日 | 2001全球華人新秀歌唱大賽（總決賽） |
| 2006年7月19日/7月20日 | 15/16 (第47、48集) |
| 2010年4月17日/6月26日 | 荃加福祿壽 (第4、13 & 14集) |
| 2010年10月20日/10月21日 | 兄弟幫（第183、184集 - 好女人、絕配情人） |
| 2011年5月8日 | Music Café（第22集 - Benji & Lesley，以樂隊HOME名義）                                                                                             |
| 2011年12月10日 | 2011歡樂滿東華 |
| 2012年1月1日 | 安樂蝸（第57集） |
| 2012年6月23日 | 玩轉熱浪放暑假 |
| 2012年7月27日 | 齊來迎接世界體育盛事倫敦奧運開幕直播（荃新天地「永不放棄同學仔世界運動會」）                                                                      |
| 2012年8月10日 | 玩轉三周1/2 |
| 2012年9月2日 | 慧妍愛心傾城30年 |
| 2012年10月8日 | 凝聚力量 TVB45週年 |
| 2012年12月16日 | 全城熱愛TVB今夜齊撐大太監 |
| 2013年2月9日 | TVB 新春黃金慶典 |
| 2013年7月4日/7月16日/8月8日/8月13日-15日/8月20日-22日/8月28日29日/9月3日-4日/9月10日-13日/9月21日/9月29日/10月5日/10月12日/10月26日/11月9日/11月23日/11月30日                           | 音樂工房 （一個傳奇的誕生、踏上傳奇路） |
| 2013年7月7日至10月13日 | 星夢傳奇 |
| 2013年7月16日 | 今日VIP 專訪嘉賓 |
| 2013年8月8日/8月9日 | 兄弟幫（第905、906集 - 星夢前傳、星夢重燃） |
| 2013年8月10日 | 勁歌金曲（星．夢） |
| 2013年8月16日 | 都市閒情（鄭俊弘一展廚藝） |
| 2013年9月1日 | 2013年香港小姐競選 - 最上鏡小姐評判 |
| 2013年9月1日/9月9日/9月16日 | 新派煮意 嘉賓 |
| 2013年9月7日 | 星光熠熠耀保良 表演嘉賓 |
| 2013年9月16日/9月19日 | 姊妹淘（第94、97集 - 追夢之旅、唇膏雕刻藝術） |
| 2013年9月21日 | 激優一族 嘉賓 |
| 2013年9月29日 | 甜心先生 嘉賓 |
| 2013年10月4日 | 時刻裝備 TVB創造46年傳奇 |
| 2013年10月5日 | 群星防火智多FUN 表演嘉賓 |
| 2013年10月6日 | 超級無敵獎門人終極篇（第19集）嘉賓 |
| 2013年10月7日 | 霎時感動（我的守護天使） |
| 2013年10月27日 | 梅艷芳．十年回憶音樂會 表演嘉賓 |
| 2013年11月2日 | 星夢．語 專訪嘉賓 |
| 2013年11月19日 | 2013萬千星輝賀台慶 |
| 2013年11月24日 | 6號訪 專訪嘉賓 |
| 2013年11月29日 | Music Café（第151集 - 鄭俊弘、姚兵、羅鈞滿） |
| 2013年11月30日 | 街頭魔法王 (第4集)嘉賓 |
| 2013年11月30日 | 2014無綫節目巡禮 |
| 2013年12月1日 | TVB馬來西亞星光薈萃頒獎典禮2013 |
| 2013年12月2日－2013年12月6日 | 神級手作（義大利篇） |
| 2013年12月7日 | 音樂工房（第242集 - 星夢成真：鄭俊弘大派對） |
| 2013年12月7日 | 2013歡樂滿東華表演嘉賓 |
| 2013年12月14日 | 救護精英愛心SHOW 2013 |
| 2013年12月18日 | 萬千星輝頒獎典禮 王者駕到 |
| 2013年12月20日 | 兄弟幫（第1001集 - 「兄弟幫」玩轉一千零一夜） |
| 2013年12月21日 | 勁歌金曲馬拉松2013 表演嘉賓 |
| 2013年12月21日 | 關懷社企顯愛心表演嘉賓 |
| 2013年12月28日 | 音樂工房（第244集 - 追夢新一章） |
| 2013年12月28日 | 2013娛樂大派對嘉賓 |
| 2013年12月31日 | 新年．新世界．香港除夕倒數表演嘉賓 |
| 2014年1月4日 | 音樂工房（第245集 - 星夢成真‧夢想啟航） |
| 2014年1月5日 | 玩轉世界盃（第11集） |
| 2014年1月11日 | 無綫大寶藏（第397集）表演嘉賓 |
| 2014年1月25日 | 音樂工房（第248集 - 勁唱馬拉松台前幕後花絮（三））                                                                                                |
| 2014年1月26日 | 2014國際中華小姐競選 - 藝人星級評判 |
| 2014年1月30日 | Citywalk新春黃金慶典︰駿馬迎新歲 |
| 2014年1月31日 | 新春馬到慶豐年 |
| 2014年1月31日 | 2014國泰航空新春國際匯演之夜（環球派對‧飛躍馬年）                                                                                                 |
| 2014年3月8日 | 博愛歡樂傳萬家表演嘉賓 |
| 2014年4月2日 | 年代大激鬥（第8集 - 星夢歌手回答巴士歷史問題） |
| 2014年4月19日 | 勁歌金曲（我是歌手） |
| 2014年5月10日 | 與星夢‧巨聲同行 |
| 2014年5月24日 | 萬眾同心公益金錶演嘉賓 |
| 2014年5月25日 | 勁歌金曲（少女的經典） |
| 2014年5月31日 | 音樂工房（第265集 - 回顧80年代金曲情懷） |
| 2014年6月1日 | 勁歌金曲（不同類型歌手） |
| 2014年6月12日 | 2014 FIFA 巴西世界盃 – 開幕森巴嘉年華 |
| 2014年6月14日 | 2014勁歌金曲優秀選第一回 |
| 2014年6月21日 | 音樂工房（第268集-2014優秀選第一回幕後花絮） |
| 2014年6月28日 | 巫啟賢.迷.音樂 |
| 2014年7月13日 | apm 放榜前的一個晚上表演嘉賓 |
| 2014年8月2日 | 音樂工房 (第273集 - 《勁歌》十一新主持掀起音樂新革命)                                                                                             |
| 2014年8月2日 | 區區有鬼故 沙田鬼話與大學內的「辮子姑娘」 |
| 2014年8月8日 | 今日VIP專訪嘉賓 |
| 2014年9月5日 | 今日VIP專訪嘉賓 |
| 2014年9月8日 | 娛樂新聞報導 《Star Talk》 |
| 2014年9月15日/9月16日 | 兄弟幫 （第1190、1191集 - 無名氏「星夢」成真、無名氏飛躍舞台）                                                                                    |
| 2014年9月20日 | 星光熠熠耀保良表演嘉賓 |
| 2014年9月24日 | 千奇百趣玩HIGH D (第8集)嘉賓 |
| 2014年9月28日 | 新城國語力頒獎禮2014 |
| 2014年10月4日 | 音樂工房（第280集 - 星光耀保良幕後花絮大揭秘(下)）                                                                                                |
| 2014年10月12日 | 360˚ |
| 2014年10月18日 | 善心滿載仁愛堂 表演嘉賓 |
| 2014年10月20日 | 創新經典 TVB邁向48年 |
| 2014年10月26日 | 勁歌金曲（直擊鄭俊弘的唱片簽唱會） |
| 2014年11月8日 | 2015無綫節目巡禮 |
| 2014年11月19日 | 2014萬千星輝賀台慶表演嘉賓 |
| 2014年11月23日 | TVB馬來西亞星光薈萃頒獎典禮2014表演嘉賓 |
| 2014年12月6日 | 2014歡樂滿東華 表演嘉賓 |
| 2014年12月15日 | 萬千星輝頒獎典禮2014 |
| 2014年12月21日 | 2014年勁歌金曲優秀選第二回 |
| 2014年12月26日 | ABU亞太廣播聯盟音樂節2014 表演嘉賓 |
| 2014年12月27日 | 超級巨聲4 (第9集 - 偶像巨聲挑戰賽（下）) |
| 2015年1月10日 | 音樂工房 (第293集 - 偶像巨聲挑戰賽(下) ) |
| 2015年2月1日 | 絕世好狗 (第1集 - 專家教你馴狗速成秘笈) |
| 2015年2月2日 | 民峰而至 (第11集 - 增強運勢的廚房法寶 「法令」紋揭露少年運勢)                                                                                     |
| 2015年2月8日 | 勁歌金曲 (張敬軒、鄭俊弘、羅孝勇發放浪漫情懷) |
| 2015年2月14日 | 音樂工房 (第298集 - 《2014勁歌金曲頒獎典禮》) |
| 2015年2月18日 | 喜慶羊羊迎新歲 |
| 2015年2月28日 | 音樂工房 (第299集 - TVB8頒獎禮得獎歌手分享來年昐望)                                                                                               |
| 2015年3月1日 | 明星愛廚房 (第10集 - 鄭俊弘、鄭世豪、李天翔回顧演藝艱難時刻)                                                                                      |
| 2015年3月7日 | 學是學非 (第17集 - 遊樂場“科學”攻略)2015 嘉賓 |
| 2015年3月14日 | 博愛歡樂傳萬家 表演嘉賓 |
| 2015年3月28日 | 音樂工房 (第303集 - 《IFPI香港唱片銷量大獎2014頒獎典禮》)                                                                                         |
| 2015年4月7日 | 至尊街頭魔法王 (第7集)嘉賓 |
| 2015年4月11日 | 音樂工房 (第305集 - 《鄭俊弘的星夢傳奇》) |
| 2015年4月18日 | 音樂工房(第306集 - 《博愛歡樂傳萬家》) |
| 2015年5月1日 | 食平3D嘉賓 |
| 2015年6月27日 | 明愛暖萬心 2015 表演嘉賓 |
| 2015年7月2日 | 胃食遊戲 (第1集 - 20分鐘內毀滅24吋車輪大薄餅) |
| 2015年7月4日 | TVB 最受歡迎廣告頒獎典禮表演嘉賓 |
| 2015年7月4日 | 勁歌金曲 |
| 2015年7月15日 | 今日VIP專訪嘉賓 |
| 2015年7月15日 | 普通話娛樂新聞報導 Star Talk 專訪嘉賓 |
| 2015年7月18日 | Music Café (第230集 - 鄭俊弘暢談得來不易的音樂緣份)                                                                                               |
| 2015年7月30日 | 胃食遊戲 (第4集 - “寒風”與“韓風”交雜) |
| 2015年8月2日 | Sunday靚聲王 (第21集 - 鬼才之詞 字字珠璣) |
| 2015年8月2日 | 勁歌金曲 J2 無間音樂 |
| 2015年8月10日 | J2 「無間音樂」 |
| 2015年8月22日 | 2015香港小姐競選首回戰 嘉賓 |
| 2015年8月23日 | 2015香港小姐競選次回戰「星級評判」 |
| 2015年8月23日 | 娛樂新聞報導「三個偶像去旅行」 |
| 2015年8月30日 | 2015香港小姐競選決賽「星級評判」及 表演嘉賓 |
| 2015年9月13日 | Sunday靚聲王 (第25集 - DJ歌手 把把靚聲) |
| 2015年10月1日 | 活得健康嗎 第19集 嘉賓 |
| 2015年10月3日 | TVB 48週年台慶亮燈儀式 |
| 2015年11月2日至3日 | 姊妹淘 （第188、189集 - 寵．愛、寵物婚紗） |
| 2015年11月7日 | 勁歌金曲 |
| 2015年11月12日 | 今日VIP 專訪嘉賓 |
| 2015年11月15日 | TVB邁步向前節目巡禮2016 |
| 2015年11月19日 | 2015萬千星輝賀台慶表演嘉賓 |
| 2015年11月23日至27日 | Do姐去Shopping(第11-15集) |
| 2015年11月24日 | 快閃廚房 (第1集) |
| 2015年11月28日 | 樂勢力 |
| 2015年11月28日 | TVB馬來西亞星光薈萃頒獎典禮2015表演嘉賓 |
| 2015年11月29日 | 2015年度TVB全球華人新秀歌唱大賽 特別嘉賓 |
| 2015年12月13日 | 萬千星輝頒獎典禮2015 |
| 2015年12月20日 | 娛樂3兄弟 (第32集) |
| 2015年12月21日 | 搵食飯團 (第89集) |
| 2016年1月9日 | 慈善星輝仁濟夜 表演嘉賓 |
| 2016年1月15日 | 暖DD．食平D (第15集) |
| 2016年2月1日 | 一線娛樂 (第18集) |
| 2016年2月14日 | 勁歌金曲 鄭俊弘在情人節送上「所有」 |
| 2016年2月14日 | J2靚聲王 |
| 2016年2月15日 | 今日VIP 專訪嘉賓 |
| 2016年2月21日、7月31日 | 男人食堂 |
| 2016年3月6日 | J2靚聲王 |
| 2016年3月6日 | 勁歌金曲 (勁歌金榜冠軍歌《炮火》) |
| 2016年3月12日 | 勁歌金曲 (勁歌金榜冠軍歌《炮火》) |
| 2016年4月1日 | Do姐有問題 |
| 2016年4月17日 | MyTV Super 萬千星輝睇多D |
| 2016年5月21日 | 夜宵磨 |
| 2016年5月21日 | 2016勁歌金曲優秀選第一回 (入選歌曲 : 《炮火》、《驚》)                                                                                            |
| 2016年6月11日 | 勁歌金曲 (勁歌金榜冠軍歌《火線下》) |
| 2016年6月21日 | 無間音樂 (訪問) |
| 2016年6月25日 | 明愛暖萬心 |
| 2016年7月12日 | 放榜前的一個晚上 |
| 2016年7月17日 | myTV SUPER呈獻：萬千星輝放暑假 |
| 2016年9月1日 | 為香港運動員再加油 |
| 2016年9月10日 | 2016香港先生競選「星級評判」 |
| 2016年9月11日 | 2016香港小姐競選決賽「星級評判」及 表演嘉賓 |
| 2016年9月24日 | 善心滿載仁愛堂 |
| 2016年10月8日 | 勁歌金曲 |
| 2016年10月11日 | 你健康嗎？（第十二集） |
| 2016年10月15日 | J2【Busking不停音樂】「爆Show Band友」~ 樂隊Home                                                                                                  |
| 2016年11月4日 | J2【Busking不停音樂】 |
| 2016年11月6日 | 樂勢力 |
| 2016年11月12日 | J2【Music Cafe】 (第295集) |
| 2016年11月19日 | 2016萬千星輝賀台慶表演嘉賓 |
| 2016年11月19日 | 2016勁歌金曲優秀選第二回 (入選歌曲 : 《一個人的永恆》、《火線下》)                                                                                |
| 2016年11月26日 | TVB馬來西亞星光薈萃頒獎典禮2016表演嘉賓 |
| 2016年11月27日 | 勁歌金曲 (勁歌金榜冠軍歌《一個人的永恆》) |
| 2016年12月3日 | 2016歡樂滿東華 表演嘉賓 |
| 2016年12月18日 | 萬千星輝頒獎典禮2016 擔任頒獎嘉賓之一 頒發「最受歡迎劇集歌曲」                                                                                    |
| 2016年12月23日 | J2【Busking不停音樂】第9集 HOME街頭演出 ROCK爆旺角                                                                                                |
| 2017年1月14日 | 慈善星輝仁濟夜 表演嘉賓 |
| 2017年1月30日 | 娛樂新聞台 賀年節目【群星玩轉新春嘉年華】(國/粵語版)                                                                                              |
| 2017年1月30日 | Star Talk (國語版) 專訪 |
| 2017年2月1日 | 娛樂新聞台 賀年節目【吉星高照對對碰】(國/粵語版)                                                                                                  |
| 2017年2月4日 | 澳門【百鳥朝凰報春曉花車巡遊匯演】《壓軸文藝表演》表演嘉賓                                                                                        |
| 2017年2月11日 | 勁歌金曲 |
| 2017年2月13-17日 | 這個冬天不太冷 (第1-5集) |
| 2017年2月19日 | TVB8 【2016年度全球華人新秀歌唱大賽】 表演嘉賓 |
| 2017年2月26日 | 樂勢力 |
| 2017年3月6日 | 今日VIP 專訪嘉賓 |
| 2017年3月7日 | 無間音樂 (訪問) |
| 2017年3月18日 | 博愛歡樂傳萬家 表演嘉賓 |
| 2017年3月18日 | 勁歌金曲 |
| 2017年3月25日 | 千奇百趣特工隊 |
| 2017年3月25日 | 勁歌金曲 (與何雁詩現場獻唱合唱歌《真心真意》及演繹勁歌金榜冠軍歌《風沙》)                                                                         |
| 2017年4月23日 | 全城躍動 第六屆全港運動會開幕典禮 表演嘉賓 |
| 2017年4月29日 | 超級台灣任務(第一集) |
| 2017年5月27日 | 勁歌金曲 (勁歌金榜冠軍歌《地盡頭》) |
| 2017年6月3日 | 超級台灣任務 (於節目開始時發出任務指令及最後評定勝負)                                                                                             |
| 2017年6月3日 | 2017勁歌金曲優秀選第一回 (入選歌曲 :《地盡頭》《風沙》)                                                                                           |
| 2017年8月13日 | 勁歌金曲 |
| 2017年8月22日 | Big Big Channel 滿月宴 |
| 2017年9月2日 | Music Cafe 第335集 |
| 2017年9月23日 | 勁歌金曲 |
| 2017年10月14日 | 勁歌金曲 (勁歌金榜冠軍歌《戰勝吧》) |
| 2017年10月21日 | 善心滿載仁愛堂 表演嘉賓 |
| 2017年11月18日 | TVB金禧晚宴 暨 2018節目巡禮 |
| 2017年11月19日 | 萬千星輝賀台慶2017 |
| 2017年11月25日 | 馬來西亞星光薈萃頒獎典禮2017 (擔任表演嘉賓) |
| 2017年11月26日 | Big Big Channel 馬來西亞全面啟動禮 (娛樂新聞台現場直播)                                                                                           |
| 2017年11月29日 | 2017勁歌金曲優秀選第二回 Big Big Channel 現場直播 (入選歌曲 : 戰勝吧)                                                                             |
| 2017年12月2日 | 歡樂滿東華 表演嘉賓 |
| 2017年12月3日 | 2017勁歌金曲優秀選第二回 精華片段 |
| 2017年12月16日 | 星光熠熠耀保良 表演嘉賓 |
| 2017年12月30日 | 2017年度勁歌金曲頒獎典禮 勁歌金曲獎 - 《戰勝吧》                                                                                                  |
| 2018年1月13日 | 勁歌金曲 |
| 2018年1月21日 | 萬千星輝頒獎典禮 |
| 2018年2月3日 | 勁歌金曲 (勁歌金榜冠軍歌《起跑線》) |
| 2018年2月16日 | 娛樂新聞台【明星運動會 - 玩足狗年群星夢幻戰】(粵 / 國語版)                                                                                        |
| 2018年2月17日 | 娛樂新聞台【五福臨門慶團圓】(國語版) |
| 2018年2月20日 | 新春開運王「玲機妙算 事業測一測」鄭俊弘預測流年事業運程                                                                                           |
| 2018年3月28日 | Do姐有問題 Sr.2 (第13集) |
| 2018年4月28日 | 勁歌金曲 |
| 2018年5月19日 | 流行經典50年 女歌男唱 演繹《放不低》(原唱:鄭秀文)                                                                                                 |
| 2018年5月26日 | 樂勢力 |
| 2018年6月9日 | Music Cafe |
| 2018年7月7日 | 勁歌金曲 現場演繹勁歌金榜冠軍歌《逆天》 |
| 2018年7月10日 | apm放榜前的一個晚上 (娛樂新聞台直播) |
| 2018年7月14日 | 2018勁歌金曲優秀選第一回 (2018年7月5日big big channel現場直播, 2018年7月14日翡翠台錄影轉播)                                                       |
| 2018年7月22日 | big big channel大公司周年慶 |
| 2018年7月28日 | 美女廚房 (第三輯) 第9集 |
| 2018年7月28日 | 勁歌金曲 訪問及現場演繹最新派台歌《星光》 |
| 2018年8月18日 | 勁歌金曲 現場演繹勁歌金榜冠軍歌《星光》 |
| 2018年8月26日 | 2018 香港小姐競選決賽 擔任星級評判 |
| 2018年9月8日 | 樂勢力 |
| 2018年9月17日 | Star Talk 訪問 |
| 2018年9月17日 | 今日VIP 訪問 |
| 2018年10月7日 | 星光熠熠耀保良 |
| 2018年10月13日 | 樂勢力 |
| 2018年11月10日 | TVB 50+1再出發節目巡禮2019 |
| 2018年11月17日 | 流行經典50年 第55集 |
| 2018年11月19日 | 萬千星輝賀台慶2018 |
| 2018年11月25日 | 2018勁歌金曲優秀選第二回 入選金曲 : 無畏的肩膊、星光                                                                                              |
| 2018年12月16日 | 萬千星輝頒獎典禮2018 |
| 2019年1月12日 | 2018年度勁歌金曲頒獎典禮 勁歌金曲獎 : 無畏的肩膊                                                                                                  |
| 2019年3月18日 | TVB2019戲劇綜藝強勢登場發布會 2019推介劇集之一 : 法證先鋒IV (big big channel現場直播 / 另TVB翡翠台於2019年3月24日播放剪輯片段 TVB影視展星勢2019 ) |
| 2019年4月13日 | Music Cafe 第416集 |
| 2019年5月4日 | 勁歌金曲 訪問及現場演繹最新派台歌《鐵石心腸》 |
| 2019年5月4日 | 樂勢力 |
| 2019年5月18日 | 勁歌金曲 現場演繹勁歌金榜冠軍歌《鐵石心腸》 |
| 2019年6月22日 | 2019勁歌金曲優秀選第一回 入選金曲 :《鐵石心腸》                                                                                                   |
| 2019年6月22日 | Music Cafe 第426集 |
| 2019年6月29日 | 勁歌金曲 訪問及現場演繹最新派台歌《選擇善良》 |
| 2019年6月30日 | 娛樂大家 第15集 |
| 2019年7月5日 | 樂勢力 |
| 2019年7月20日 | 勁歌金曲 現場演繹勁歌金榜冠軍歌《選擇善良》 |
| 2019年8月3日/8月10日/8月17日/8月24日/8月31日/9月7日/9月21日/9月28日/10月5日/10月12日/10月19日/10月26日/11月9日/11月16日/11月23日/11月30日/12月14日/12月21日/2020年1月5日/1月19日/2月2日 | 流行經典50年(2019) (胡楓、陳敏之、鄭俊弘、譚嘉儀擔任主持)                                                                                         |
| 2019年11月19日 | 珍惜香港 發放娛樂 TVB 52年 (TVB台慶) |
| 2020年1月12日 | 萬千星輝頒獎典禮2019 |
| 2020年2月9日/2月23日/3月1日/3月8日/3月15日/3月21日/3月28日/4月5日/4月12日/4月19日/4月26日/                                                                                              | 流行經典50年(2020) (薛家燕、鄭俊弘、譚嘉儀擔任主持)                                                                                               |
| 2020年2月22日 | 樂勢力 第177集 |
| 2020年2月29日 | 勁歌金曲 第191集 |
| 2020年3月7日 | 博愛歡樂傳萬家 (表演嘉賓) |
| 2020年3月21日 | 樂勢力 第181集 |
| 2020年3月21日 | 勁歌金曲 第194集 |
| 2020年4月25日 | 樂勢力 第186集 |
| 2020年4月25日 | 勁歌金曲 第199集 |
| 2020年5月1日 | 我們的音樂時代 第1集 |
| 2023年10月1日 | 香港同胞慶祝中華人民共和國成立七十四周年文藝晚會                                                                                                  |

### 綜藝、資訊節目（其他）
| 播出日期       | 名稱                         | 電視台                   |
| 2012年4月20日  | 中華老堂會                   | 江蘇影視頻道 (中國內地)  |
| 2014年8月17日  | 螢幕八爪娛                   | 新時代電視 (加拿大)      |
| 2014年9月9日   | 大城小聚                     | 新時代電視 (加拿大)      |
| 2014年9月14日  | 螢幕八爪娛                   | 新時代電視 (加拿大)      |
| 2014年10月25日 | 第三屆亞太廣播聯盟電視歌曲節 | 澳廣視 澳視澳門台 (澳門) |
| 2014年11月9日  | 螢幕八爪娛                   | 新時代電視 (加拿大)      |
| 2015年7月5日   | 螢幕八爪娛                   | 新時代電視 (加拿大)      |
| 2015年7月31日  | 「大城小聚」星語錄           | 新時代電視 (加拿大)      |
| 2015年8月10日  | 螢幕八爪娛                   | 新時代電視 (加拿大)      |

### 廣告特約節目（無綫電視）
| 播出日期               | 名稱                                              |
| 2011年11月30日         | 香港懲教署：談懲說教 第四集 飾演郭耀生            |
| 2012年7月16日至7月27日 | 康業信貸快遞：物業按出新生活 飾演Gary             |
| 2013年8月26日          | OSIM特約：情「謎」天王之王 飾演Andy（樂壇新偶像） |

### 節目主持（無綫電視）
| 播出日期 | 名稱                                              |
| 2013年11月23日/11月30日/12月7日/12月14日/12月21日/12月28日 | 世界文化遺產（聲音導航）                          |
| 2013年12月2日至6日 | 神級手作（意大利篇）                              |
| 2014年7月20日/8月3日/8月10日/9月28日/10月5日/10月26日/12月14日/2015年2月1日/2月15日/7月12日                                                                                             | 勁歌金曲                                          |
| 2015年6月13日 | 過節（南韓漁坊節）                                |
| 2015年11月23日至27日 | Do姐去Shopping（英國篇）                          |
| 2017年2月13日至17日 | 這個冬天不太冷 (阿拉斯加)                         |
| 2019年8月3日/8月10日/8月17日/8月24日/8月31日/9月7日/9月21日/9月28日/10月5日/10月12日/10月19日/10月26日/11月9日/11月16日/11月23日/11月30日/12月14日/12月21日/2020年1月5日/1月19日/2月2日 | 流行經典50年(2019) (胡楓、陳敏之、鄭俊弘、譚嘉儀) |
| 2020年2月9日/2月23日/3月1日/3月8日/3月15日/3月21日/3月28日/4月5日/4月12日/4月19日/4月28日/                                                                                              | 流行經典50年 (2020) (薛家燕、鄭俊弘、譚嘉儀)      |

### 電台節目
| 播出日期                                   | 名稱                                                                                                |
| 2013年7月9日                               | 新城知訊台 開心家天下 娛樂無窮                                                                      |
| 2013年7月11日                              | 商業一台 1圈圈：星光背後梁泰來                                                                      |
| 2013年7月17日                              | 香港電台第二台 Gimme 5                                                                              |
| 2013年7月18日                              | 商業二台 口水多過浪花                                                                               |
| 2013年7月28日                              | 香港數碼電台數碼一台 大家「真」風騷                                                                 |
| 2013年8月1日                               | 香港電台第二台 Made in Hong Kong 李志剛                                                             |
| 2013年8月6日                               | 商業一台 1圈圈《18樓C座》                                                                           |
| 2013年8月25日                              | 商業二台 咆哮山莊（以樂隊HOME名義）                                                                 |
| 2013年8月26日至9月6日                      | 加拿大中文電台風繼續吹                                                                              |
| 2013年10月14日                             | 新城知訊台 開心家天下：大娛樂家                                                                     |
| 2013年10月15日/10月16日/10月18日           | 商業一台 1圈圈                                                                                      |
| 2014年3月26日                              | 香港電台第二台 Made in Hong Kong 李志剛                                                             |
| 2014年3月27日                              | 商業一台 1圈圈                                                                                      |
| 2014年3月27日                              | 商業二台 叱吒樂壇                                                                                   |
| 2014年3月27日                              | 新城知訊台 娛樂旗艦店                                                                               |
| 2014年3月29日/4月5日                       | 香港電台第二台 有冇搞錯                                                                             |
| 2014年4月4日                               | 新城知訊台 百萬U.S.B.                                                                               |
| 2014年4月5日                               | 香港電台第一台 旅遊樂園                                                                             |
| 2014年4月7日                               | 香港電台第二台 TeenPower - Teen Musik - 不是無名氏                                                  |
| 2014年4月9日                               | 商業二台 有誰共鳴                                                                                   |
| 2014年4月9日                               | 商業二台 口水多過浪花                                                                               |
| 2014年4月12日                              | 商業一台 雷霆音樂圈                                                                                 |
| 2014年4月16日                              | 香港電台第二台 Gimme 5                                                                              |
| 2014年4月19日/4月20日                      | 新城知訊台 寂寞留聲群                                                                               |
| 2014年4月22日                              | 加拿大中文電台 C123之歌手藝人逐個捉                                                                 |
| 2014年4月26日                              | 香港電台第二台 騷動音樂                                                                             |
| 2014年4月28日                              | 加拿大中文電台 晨光活現溫哥華                                                                       |
| 2014年5月7日                               | 加拿大中文電台 陽光俊發                                                                             |
| 2014年5月12日至16日                        | 新城知訊台 晨希GOOD DAY「GOOD DAY會客室」                                                           |
| 2014年7月11日                              | 香港電台第二台 太陽計劃 2014中學文憑考試放榜打氣大會                                                |
| 2014年7月19日                              | 香港電台第二台 Gimme 5 第六屆校園藝術大使嘉許禮                                                     |
| 2014年8月7日                               | 商業二台 雙截棍                                                                                     |
| 2014年8月13日                              | 商業二台 叱吒樂壇                                                                                   |
| 2014年8月13日                              | 新城知訊台 娛樂旗艦店                                                                               |
| 2014年8月14日                              | 香港電台第二台 Made in Hong Kong李志剛                                                              |
| 2014年8月16日                              | 商業一台 1圈圈                                                                                      |
| 2014年8月25日                              | 新城知訊台 娛樂旗艦店                                                                               |
| 2014年8月25日                              | 香港電台第二台 TeenPower - Teen Musik                                                               |
| 2014年8月28日                              | 新城知訊台 開心家天下 《新城國語力新人王》得獎感受                                                  |
| 2014年8月28日                              | 香港數碼電台數碼一台 職場引爆                                                                       |
| 2014年8月30日                              | 商業二台 咪芝蓮                                                                                     |
| 2014年8月30日                              | 商業一台 雷霆音樂圈                                                                                 |
| 2014年8月31日                              | 香港數碼電台數碼一台 華語音樂傳媒推薦榜                                                             |
| 2014年9月2日                               | 香港電台第二台 家有愛寵                                                                             |
| 2014年9月10日                              | 加拿大中文電台 小心華之裡                                                                           |
| 2014年9月13日                              | 商業一台 1圈圈：星光背後梁泰來                                                                      |
| 2014年9月13日/9月21日                      | 加拿大中文電台 大格局                                                                               |
| 2014年9月15日                              | 香港電台第二台 Made in Hong Kong 李志剛                                                             |
| 2014年9月18日/9月19日                      | 商業二台 叱吒樂壇                                                                                   |
| 2014年9月19日                              | 新城知訊台 開心家天下                                                                               |
| 2014年9月22日至9月26日/9月28日             | 商業一台 1圈圈：樂力一PLUG                                                                          |
| 2014年9月25日                              | 香港電台第二台 瘋Show快活人「職安劇」                                                               |
| 2014年9月26日                              | 香港電台第五台 香江暖流「有趣星星星」                                                               |
| 2014年9月29日/9月30日                      | 新城知訊台 晨希 Good Day「Good Day 會客室」                                                         |
| 2014年10月5日                              | 香港數碼電台數碼一台 大家「真」風騷                                                                 |
| 2014年10月5日                              | 加拿大中文電台 熱唱K歌榜 Karaoke Hits                                                               |
| 2014年10月11日                             | 香港電台第二台 騷動音樂                                                                             |
| 2014年10月18日                             | 香港電台第二台 尋常事認真做                                                                         |
| 2014年10月18日                             | 商業一台 雷霆音樂圈                                                                                 |
| 2014年11月9日                              | 香港數碼電台音樂台 DBC Chart Power Live @ HMV Ideal                                                 |
| 2014年11月15日                             | 加拿大中文電台 【甜蜜十六 Sweet 16】之 『16 種星味』 「甜蜜16歲, phone in 派對」                    |
| 2014年12月6日                              | 香港數碼電台數碼一台 【娛樂真風騷】「娛樂Hard Sell 王」                                             |
| 2014年12月19日/2015年1月2日/1月9日/1月16日 | 香港電台第一台 「開心日報」 之 開心好聲音-歌唱導師                                                  |
| 2015年1月11日                              | 加拿大中文電台【加拿大至HIT中文歌曲排行榜 2014 年度總選】(全國推崇新男歌手)                         |
| 2015年2月3日                               | 新城知訊台娛樂旗艦店                                                                                |
| 2015年5月20日                              | 香港電台第二台 Made in Hong Kong 李志剛                                                             |
| 2015年5月28日                              | 商業一台 1圈圈                                                                                      |
| 2015年6月1日                               | 香港電台第二台 TeenPower - Teen Musik                                                               |
| 2015年6月2日                               | 新城知訊台 娛樂旗艦店                                                                               |
| 2015年6月5日                               | 新城知訊台 寂寞留聲群:一期一會                                                                      |
| 2015年6月8日至12日                         | 新城知訊台 音樂通世界                                                                               |
| 2015年6月8日                               | 新城知訊台 百萬U.S.B.:好大樂                                                                        |
| 2015年6月13日                              | 香港數碼電台數碼一台 末日樂園                                                                       |
| 2015年6月13日                              | 香港數碼電台數碼一台 潮玩星期六                                                                     |
| 2015年6月13日                              | 商業一台 雷霆音樂圈「音樂．人．對談」                                                               |
| 2015年6月15日至19日                        | 新城知訊台晨希GOOD DAY「GOOD DAY會客室」                                                            |
| 2015年6月18日                              | 香港數碼電台數碼四台 8910 good morning                                                              |
| 2015年6月20日                              | 香港數碼電台數碼一台 C人薦                                                                          |
| 2015年6月21日                              | 香港數碼電台數碼一台 越界傾情                                                                       |
| 2015年6月24日至26日                        | 香港數碼電台數碼一台 慢鏡重溫                                                                       |
| 2015年6月29日至7月2日                      | 新城知訊台 還看今天                                                                                 |
| 2015年6月30日                              | 香港數碼電台數碼四台 也文也武                                                                       |
| 2015年7月1日                               | 新城知訊台 開心家天下                                                                               |
| 2015年7月4日                               | 香港數碼電台數碼一台 娛樂真風騷                                                                     |
| 2015年7月16日                              | 香港電台數碼31台 遊學全世界                                                                         |
| 2015年7月20日                              | 香港電台第二台 TeenPower - Teen Musik                                                               |
| 2015年7月20日                              | 新城知訊台 娛樂旗艦店                                                                               |
| 2015年7月20日                              | 香港電台普通話台【普出校園精彩】「校園資訊站」                                                      |
| 2015年7月25日                              | 香港電台第二台 騷動音樂                                                                             |
| 2015年8月1日                               | 香港電台第一台 旅遊樂園 鄭俊弘專訪 「鄭俊弘 Fred 西班牙音樂之旅」                                   |
| 2015年8月10日                              | 新城知訊台 開心家天下                                                                               |
| 2015年8月13日                              | 叱吒樂壇「熱鬧樂壇」鄭俊弘專訪即將舉行第二次個唱                                                    |
| 2015年8月13日                              | 香港電台 數碼31台【遊築全世界】「遊學聽我講」鄭俊弘專訪和大家分享與韓國人相處趣事                   |
| 2015年8月14日/21日                         | 新城知訊台 圓圈加一點                                                                               |
| 2015年8月18日                              | 香港數碼電台DBC 1 旗艦台【告士打道3號】-「告士打有客到」鄭俊弘                                      |
| 2015年8月27日                              | 商業一台【1圈圈】「娛樂祥古怪問題」- 鄭俊弘專訪                                                     |
| 2015年8月27日                              | 香港數碼電台DBC4 校園台【8910 Good Morning】鄭俊弘專訪分享當年校園生活                              |
| 2015年8月27日                              | 香港電台第二台 「守下留情」                                                                         |
| 2015年8月28日                              | 香港電台第五台「有趣空間」「有趣星星星」鄭俊弘專訪                                                  |
| 2015年8月29日                              | 新城知訊台【國語力 - 新城國語力排行榜】                                                             |
| 2015年9月9日                               | 香港數碼電台 DBC4 校園台「有趣空間」【1 + 寶貝】「寶貝嘉賓」                                        |
| 2015年11月24日                             | 香港電台DAB31【遊學全世界】「遊學聽我講」鄭俊弘分享南京練武體驗                                     |
| 2015年12月31日                             | 香港電台第二台 瘋Show快活人「職安劇」                                                               |
| 2016年1月8日                               | 商業二台 好出奇                                                                                     |
| 2016年1月15日                              | 商業二台 叱吒樂壇                                                                                   |
| 2016年1月20日                              | 香港電台第五台 【有你同行】「多一點愛」                                                             |
| 2016年1月30日                              | 香港電台第二台 這裡找共鳴 (Fred 細訴他如何踏上【星夢傳奇】盟主之路)                                 |
| 2016年1月30日                              | 商業一台 雷霆音樂圈                                                                                 |
| 2016年2月3日                               | 廣東電台音樂之聲 粵唱越強                                                                           |
| 2016年2月3日                               | 香港數碼電台數碼一台 飛常聽                                                                         |
| 2016年2月3日                               | 香港數碼電台數碼一台 慢鏡重溫                                                                       |
| 2016年2月8日                               | 香港電台第二台 TeenPower - Teen Musik                                                               |
| 2016年2月10日                              | 香港電台第二台 Made in Hong Kong 李志剛                                                             |
| 2016年2月10日至12日                        | 商業二台 叱吒樂壇                                                                                   |
| 2016年2月12日                              | 香港數碼電台DBC me2台 半生熟－煎Pan                                                                 |
| 2016年2月15日                              | 新城知訊台【從拾點點】新城廣播有限公司 丙申年新春團拜                                               |
| 2016年2月16日                              | 香港電台第二台 【有無搞錯】「宵夜特供隊 - 鄭俊弘」                                                  |
| 2016年2月17日                              | 新城知訊台【從拾點點】「星期三。歌手專訪」                                                          |
| 2016年2月21日                              | 新城知訊台【豐味旅程】                                                                              |
| 2016年2月22日                              | 香港數碼電台數碼一台 【愛·回家】「諾翠園」                                                          |
| 2016年2月24日                              | 新城知訊台 【原來生活很快樂】「生活客訪」                                                           |
| 2016年2月25日                              | 香港數碼電台DBC me2台 【詩+音樂】「詩+新歌」                                                        |
| 2016年2月26日                              | 香港電台第五台「有趣空間」「有趣星星星」                                                            |
| 2016年2月28日                              | 香港數碼電台數碼一台 末日樂園                                                                       |
| 2016年2月29日至3月4日                      | 商業一台 1圈圈：樂力一PLUG                                                                          |
| 2016年3月5日                               | 香港電台第二台 騷動音樂                                                                             |
| 2016年6月7日                               | 新城知訊台 勁爆樂勢力                                                                               |
| 2016年7月15日                              | 香港電台第二台 【晨光第一線】「晨光大學」                                                           |
| 2016年7月16日                              | 商業一台 1圈圈：午後livehouse                                                                       |
| 2016年7月18日                              | 商業一台 1圈圈：娛樂頭條                                                                            |
| 2016年7月19日                              | 新城知訊台 勁爆樂勢力                                                                               |
| 2016年7月21日                              | 香港數碼電台數碼二台 【夜空傳情】 (「閃耀樂壇 - 鄭俊弘」 / 一小時歌曲分享)                          |
| 2016年7月21日                              | 新城知訊台 【宇宙狂熱】「宇宙之星」                                                                 |
| 2016年8月2日                               | 香港電台數碼31台 【遊學全世界】「遊學聽我講」                                                       |
| 2016年8月5、9、10日                        | 香港數碼電台數碼一台 【慢鏡重溫】「特搜答問大會」                                                   |
| 2016年8月5日                               | 香港數碼電台數碼二台 【每一個晚上】                                                                 |
| 2016年8月6、13日                           | 香港電台第一台 【我得你都得】                                                                       |
| 2016年8月9日                               | 香港電台數碼31台 【遊學全世界】「遊學聽我講」                                                       |
| 2016年8月14日                              | 商業一台 【雷霆音樂圈】「音樂．人．對談」                                                           |
| 2016年8月26日                              | 香港數碼電台數碼二台 【詩+音樂】                                                                    |
| 2016年8月27日                              | 香港電台普通話台 【全球華語歌曲排行榜】「樂會小孟」                                                 |
| 2016年8月27日                              | 香港電台第一台 【旅遊樂園】                                                                         |
| 2016年9月28日                              | 香港電台第二台 【晨光第一線】「娛樂崔摯友」                                                         |
| 2016年10月18日                             | 新城知訊台 勁爆樂勢力 「星期二。音樂超人李國能」                                                    |
| 2016年10月21日                             | 新城知訊台 情人音樂                                                                                 |
| 2016年11月5日                              | 香港電台第一台 【旅遊樂園】「Fred鄭俊弘釜山體驗之旅」                                               |
| 2016年11月26日                             | 商業一台 【雷霆音樂圈】「音樂．人．對談」                                                           |
| 2016年11月29日                             | 香港電台數碼31台 【遊學全世界】「遊學聽我講 ~ 遊學加拿大 (1) 」                                     |
| 2016年12月16日                             | 香港電台第五台「有趣空間」「有趣星星星」                                                            |
| 2016年12月23日                             | 香港電台數碼31台【講好音樂】「普天同唱聖誕夜」                                                      |
| 2017年1月3日                               | 香港電台數碼31台 【遊學全世界】「遊學聽我講 ~ 鄭俊弘暢談加拿大武術交流體驗(2)」                     |
| 2017年2月11日                              | 新城知訊台【開心大派對】「思家訪」                                                                  |
| 2017年2月15日                              | 新城知訊台 勁爆樂勢力                                                                               |
| 2017年3月1日                               | 香港電台第二台 GIMME5「Pillow Talk」(嘉賓 : 鄭俊弘、何雁詩、譚嘉儀)                                 |
| 2017年11月5、12、19、26日                  | 香港電台第一台 萬千寵愛「星星對談」共四集 (嘉賓 : 鄭俊弘、更生人士文英)                             |
| 2018年1月23日                              | 商業一台 1圈圈                                                                                      |
| 2018年1月30日                              | 新城知訊台 勁爆樂勢力                                                                               |
| 2018年2月2日                               | Billboard Radio China 10 Questions (粵語版專訪)                                                     |
| 2018年2月3日                               | 香港電台第一台 旅遊樂園「Fred鄭俊弘日本伊豆休息之旅」                                               |
| 2018年2月5日                               | 商業二台 毒檸王國「將音樂融入生活 之 鄭俊弘」                                                       |
| 2018年2月8日                               | 新城知訊台 娛樂HOT POP「思家訪」                                                                    |
| 2018年2月9日                               | 香港電台第五台 有趣空間「有趣星星星」                                                               |
| 2018年2月11日                              | 商業一台 周末1圈圈「午後Live House」                                                                |
| 2018年2月12日                              | Billboard Radio China 10 Questions (English Version)                                                |
| 2018年2月12日                              | 加拿大中文電台 Fairchild Radio 卡加利地區 FM94.7 「CNY Special 明星狗狗賀新春」 (粵語)              |
| 2018年2月13日                              | 香港電台第二台 校園本壘「校園星星紀念冊(49)」                                                       |
| 2018年2月16日                              | 新城知訊台 宇宙狂熱「宇宙之星」專訪                                                                 |
| 2018年2月17日                              | 商業一台 雷霆音樂圈「音樂·人對談」                                                                  |
| 2018年2月17日                              | 馬來西亞電台 One FM「聚心年」專訪                                                                   |
| 2018年2月17日                              | 商業一台 【雷霆音樂圈】「音樂．人．對談」                                                           |
| 2018年2月18日                              | 新城知訊台【豐味旅程】                                                                              |
| 2018年2月19日                              | 商業二台【集雜志】「日常圖書館」鄭俊弘推介英文書 《Talent is Overrated》                            |
| 2018年3月5日                               | 香港電台普通話台 U秀幫「來自星星的U」專訪                                                           |
| 2018年3月14日                              | 商業二台【集雜志】「睇戲(劇)好過睇電話」鄭俊弘為大家介紹一套美劇《Designated Survivor》             |
| 2018年3月14日                              | 香港電台 Teen Power tptv「Music Drive 專訪」                                                        |
| 2018年8月7日                               | 新城知訊台 【娛樂HOT POP】「HOT POP 思家訪」                                                        |
| 2018年8月15日                              | 香港電台第一台 【有聲好書】(校園系列) 鄭俊弘聲音演繹 何紫兒童小說精選集1 第一集《木棉花開》部份內容 |
| 2018年8月22日                              | 新城知訊台【原來生活好快樂】「快樂音樂人」專訪                                                      |
| 2018年9月4日                               | 香港電台第一台【開心日報】「開心好聲音」                                                            |
| 2018年9月12日                              | 商業一台【1圈圈】                                                                                   |
| 2018年9月22日                              | 香港電台第一台 旅遊樂園「緬甸義工之旅」                                                             |
| 2018年9月22日                              | 新城知訊台【豐味旅程】                                                                              |
| 2018年9月23日                              | 新城知訊台【好女孩】「音樂說故事」                                                                  |
| 2018年9月28日                              | 新城知訊台【宇宙狂熱】「識估一定係咁估」                                                            |
| 2018年10月1-5日                            | 商業一台【1圈圈】「樂力一Plug」Part 1 - 5                                                           |
| 2018年10月5日                              | 香港電台第二台【敏感時刻】「朋友圈．鄭俊弘」                                                        |
| 2018年10月9日                              | 商業二台【早霸王】「霸王知己」                                                                      |
| 2018年10月10-11日                          | 香港電台第二台【有冇搞錯】「粉絲煲」鄭俊弘的緬甸之旅 (Part 1 & 2)                                   |
| 2018年10月18日                             | 香港電台第二台【騷動音樂】「騷動 鄭俊弘」                                                           |
| 2018年10月27日                             | 商業一台【有誰共鳴】歌手鄭俊弘 歌曲傳情引發你的共鳴                                                 |
| 2018年10月28日                             | 商業一台【雷霆音樂圈】「音樂．人．對談」                                                            |
| 2018年10月31日                             | 新城知訊台【勁爆樂勢力】                                                                            |
| 2018年11月1日                              | 香港電台第二台【Music Drive】                                                                       |
| 2019年5月7日                               | 新城知訊台【勁爆樂勢力】                                                                            |
| 2019年5月9日                               | 商業一台【1圈圈】「自家娛頭」                                                                       |
| 2019年5月10日                              | 新城知訊台【星之Car比】                                                                             |
| 2019年5月17日                              | 新城知訊台【全民必Buy】                                                                             |
| 2019年5月19日                              | 商業一台【1圈圈 (週末版)】「星光背後」                                                              |
| 2020年3月2日                               | 商業一台【1圈圈】                                                                                   |
| 2020年3月9日                               | 商業一台【一家大晒】                                                                                |
| 2020年3月15日                              | 商業一台【1圈圈 (週末版)】「午後Live House」                                                        |
| 2020年3月15日                              | 商業一台【馬路的事 我哋的事】                                                                       |
| 2020年4月4日                               | 商業一台【雷霆音樂圈】「音樂．人．對談」                                                            |

## 獎項
2001年度
- 全球華人新秀歌唱大賽（香港區選拔賽） - 亞軍
- 全球華人新秀歌唱大賽（香港區選拔賽） - 現場最具風采獎
- 全球華人新秀歌唱大賽（香港區選拔賽） - 突破新秀巨星演繹獎
- 全球華人新秀歌唱大賽（香港區選拔賽） - 網上完美之聲大獎

2013年度
- 星夢傳奇 - 冠軍
- 星夢傳奇 - 專業推介表現大獎
- YAHOO!人氣大獎2013 - 人氣票王
- Google香港2013年度搜尋排行榜[18] - 十大人氣名人搜尋 第八位
- Google香港2013年度搜尋排行榜[18] - 十大迅速爆紅關鍵字手機搜尋 第十位
- 香港電台第一台《開心日報》2013年「開心新聞選舉」[19] - 第六位（星夢傳奇鄭俊弘 16萬票奪冠）
- 香港電台第二台《晨光第一線》2013風雲人物大選[20] - 風雲組合 第一位（與鄭世豪、陳明恩以《星夢傳奇組合》身份一同獲獎）
- Yahoo娛樂圈《年尾投投娛樂圈之年度新聞大選》[21] - 年度娛樂圈風雲人物（星夢傳奇 一夜成名）
- Yahoo娛樂圈《年尾投投娛樂圈之年度新聞大選》[21] - 2013十大娛樂新聞 第一位（無綫電視舉行藝員歌唱比賽節目《星夢傳奇》，結果由鄭俊弘奪冠）
- 微博之星2013 - 微博給力新人

2014年度
- 2014勁歌金曲優秀選第一回 - 得獎歌曲《無名氏》
- 新城國語力頒獎禮2014 - 新城國語力新人王（香港）
- TVB 馬來西亞星光薈萃頒獎典禮2014 - TVB矚目新人王
- YAHOO!人氣大獎2014 - 樂壇新勢力獎
- iTunes 2014年度音樂精選[22] - 香港區 iTunes 2014年度最佳歌曲《無名氏》
- 《音樂先鋒榜》2014年度頒獎典禮 - 年度先鋒新人（香港）
- 2014勁歌金曲優秀選第二回 - 得獎歌曲《熊貓》
- 新城勁爆頒獎禮2014 - 新城勁爆新人王（男歌手）
- 新城勁爆頒獎禮2014 - 新城勁爆原創歌曲《熊貓》
- 新城勁爆頒獎禮2014 - 新城勁爆年度新人王
- 《2014勁推熱播粵語金曲頒獎禮》[23] - 新晉歌手獎 金獎
- 《2014勁推熱播粵語金曲頒獎禮》[23] - 微博票選最鍾意歌曲獎《無名氏》
- 2014年度叱咤樂壇流行榜頒獎典禮 - 叱咤樂壇生力軍 銅獎
- 第三十七屆十大中文金曲頒獎音樂會 - 最有前途新人獎 金獎
- 《聽音粵2014年度頒獎典禮》[24] - 年度新人 金獎
- 《聽音粵2014年度頒獎典禮》[24] - 年度「人人偶像」微博人氣歌手
- 《聽音粵2014年度頒獎典禮》[24] - 年度最受歡迎男歌手
- 加拿大至HIT中文歌曲排行榜2014年度總選 - 全國推崇新男歌手大獎
- 2014年度勁歌金曲頒獎典禮 - 勁歌金曲獎《熊貓》
- 2014年度勁歌金曲頒獎典禮 - 最佳原創歌曲獎《無名氏》
- 2014年度勁歌金曲頒獎典禮 - 最受歡迎新人獎 金獎
- 2014年度TVB8金曲榜頒獎典禮 - TVB8金曲榜金曲獎《熊貓》
- 2014年度TVB8金曲榜頒獎典禮 - TVB8金曲榜最佳新人獎 金獎
- Yahoo娛樂圈《年尾投投娛樂圈之年度新聞大選》[21] - 十大城中話題 第二位
- IFPI香港唱片銷量大獎2014 - 十大銷量廣東唱片《熊貓的故事》
- IFPI香港唱片銷量大獎2014 - 十大數碼暢銷歌曲《熊貓》
- IFPI香港唱片銷量大獎2014 - 最暢銷本地男新人
- 新城勁爆勵志兒歌頒獎禮2014 - 新城勁爆勵志歌曲《無名氏》
- 新城勁爆勵志兒歌頒獎禮2014 - 新城勁爆年度勵志歌曲大獎《無名氏》

2015年度
- 第10屆「勁歌王」全球華人樂壇音樂盛典 - 新人王
- The 10th KKBOX Music Awards 第十屆KKBOX風雲榜[25] - 熱播專輯《熊貓的故事》第二位
- The 10th KKBOX Music Awards 第十屆KKBOX風雲榜[25] - 熱播單曲《無名氏》第十八位
- 2015華語金曲獎音樂盛典 - 優秀演繹歌手
- 2015華語金曲獎音樂盛典 - 優秀新人王
- 2015勁歌金曲優秀選第一回 - 得獎歌曲《投降吧》
- 2015勁歌金曲優秀選第一回 - 得獎歌曲《忘了嗎》
- 新城國語力頒獎禮2015 - 新城國語力歌曲《往事隨風》
- 新城國語力頒獎禮2015 - 新城國語力躍進歌手 金獎
- 第二屆粵語歌曲排行榜頒獎典禮 - 最受歡迎歌曲獎《熊貓》
- 2015勁歌金曲優秀選第二回 - 得獎歌曲《當狗愛上貓》
- 2015勁歌金曲優秀選第二回 - 得獎歌曲《揚帆》
- TVB 馬來西亞星光薈萃頒獎典禮2015 - 最喜愛TVB劇集歌曲《揚帆》
- 《音樂先鋒榜》2015年度頒獎典禮 - 2015年度最佳影視歌手獎（香港）
- YAHOO!人氣大獎2015 - 人氣電視劇集主題曲《投降吧》
- 萬千星輝頒獎典禮2015 - 最佳綜藝及特備節目《Do姐去Shopping》（與鄭裕玲、黃翠如、農夫、陳敏之、沈震軒、馬國明、梁烈唯一同獲獎）
- 2015年度勁歌金曲頒獎典禮 - 勁歌金曲獎《投降吧》
- 2015年度勁歌金曲頒獎典禮 - 勁歌金曲獎《揚帆》
- 新城勁爆頒獎禮2015 - 新城勁爆歌曲《愛同行》
- 新城勁爆頒獎禮2015 - 新城勁爆躍進歌手 金獎
- 新城勁爆頒獎禮2015 - 新城勁爆男歌手
- 第三十八屆十大中文金曲頒獎音樂會 - 全年最佳進步獎 銅獎
- 2015年度TVB8金曲榜頒獎典禮 - TVB8金曲榜金曲獎《當狗愛上貓》
- 香港流行音樂MV頒獎典禮2015第二季季選 - 得獎MV《當狗愛上貓》
- IFPI香港唱片銷量大獎2015 - 十大數碼暢銷歌曲《當狗愛上貓》
- 香港流行音樂MV頒獎典禮2015第三季季選 - 最具人氣MV大獎《愛同行》
- 香港流行音樂MV頒獎典禮2015年度總選頒獎典禮 - 全年最具人氣MV大獎 銀獎《當狗愛上貓》

2016年度
- 2016勁歌金曲優秀選第一回 - 得奬歌曲《驚》
- 2016勁歌金曲優秀選第一回 - 得奬歌曲《炮火》
- 2016勁歌金曲優秀選第二回 - 得奬歌曲《一個人的永恆》
- 2016勁歌金曲優秀選第二回 - 得奬歌曲《火線下》
- iTunes 2016年度音樂精選 - 2016年度熱門歌曲《炮火》
- iTunes 2016年度音樂精選 - 2016年度熱門歌曲《一個人的永恆》
- iTunes 2016年度音樂精選 - 2016年度熱門專輯《當狗愛上貓》
- 《音樂先鋒榜》2016年度頒獎典禮 - 年度樂壇進步獎
- 第11屆「勁歌王」全球華人樂壇音樂盛典 - 粵語金曲獎《炮火》
- 第11屆「勁歌王」全球華人樂壇音樂盛典 - 最佳舞台演繹獎
- YAHOO!人氣大獎2016 - 人氣票王
- 新城勁爆頒獎禮2016 - 勁爆歌曲《一個人的永恆》
- 新城勁爆頒獎禮2016 - 勁爆我撐歌手
- 第三十九屆十大中文金曲頒獎音樂會 - 全年最佳進步獎 銅獎
- 2016年度勁歌金曲頒獎典禮 - 傑出表現獎
- 2016年度勁歌金曲頒獎典禮 - 勁歌金曲獎《一個人的永恆》
- 第三屆粵語歌曲排行榜頒獎典禮 - 最受歡迎歌曲獎《炮火》
- IFPI香港唱片銷量大獎2016 - 十大銷量本地歌手
- IFPI香港唱片銷量大獎2016 - 十大銷量廣東唱片《當狗愛上貓》
- IFPI香港唱片銷量大獎2016 - 十大數碼暢銷歌曲《炮火》
- IFPI香港唱片銷量大獎2016 - 最暢銷本地現場錄製音像出品《The Red Box Live Greatest Hits》

2017年度
- 2017勁歌金曲優秀選第一回 - 得奬歌曲《地盡頭》
- 2017勁歌金曲優秀選第一回 - 得奬歌曲《風沙》
- 2017華語金曲獎頒獎禮 - 我最喜愛的影視歌手
- 2017勁歌金曲優秀選第二回 - 得奬歌曲《戰勝吧》
- YAHOO!人氣大獎2017 - 人氣電視劇集主題曲《地盡頭》
- 2017年度勁歌金曲頒獎典禮 - 勁歌金曲獎《戰勝吧》

2018年度
- 2018全球華語金曲獎 - 傑出年青歌手／偶像
- 2018勁歌金曲優秀選第一回 - 得獎歌曲《逆天》
- 2018勁歌金曲優秀選第二回 - 得獎歌曲《無畏的肩膊》
- 2018勁歌金曲優秀選第二回 - 得獎歌曲《星光》
- 2018年度勁歌金曲頒獎典禮 - 勁歌金曲獎《無畏的肩膊》

2019年度
- 2019勁歌金曲優秀選第一回 - 得獎歌曲《鐵石心腸》
- 星和璀璨星光夜2019 - 2019星和最佳TVB電視主題曲獎 - 得獎歌曲《選擇善良》
- 2019勁歌金曲優秀選第二回 - 得獎歌曲《選擇善良》
- 2019年度勁歌金曲頒獎典禮 - 勁歌金曲唱片銷量大奬《星光》
- 2019年度勁歌金曲頒獎典禮 - 勁歌金曲獎《選擇善良》

2020年度
- 2020勁歌金曲優秀選第一回 - 得獎歌曲《血淚的磨練》
- 2020勁歌金曲優秀選第二回 - 得獎歌曲《你是誰》
- 2020年度勁歌金曲頒獎典禮 - 勁歌金曲獎《血淚的磨練》
- Yahoo搜寻人气大奖2020 -  图片搜寻次数最多的香港男艺人

## 外部連結
- 鄭俊弘的Facebook專頁
- 鄭俊弘的新浪微博
- 鄭俊弘的Instagram帳戶
- 鄭俊弘 的Big Big Channel個人主頁
- HOME (hong kong)的Facebook專頁